# Olympische Sommerspiele 2016/Leichtathletik – 50 km Gehen (Männer)

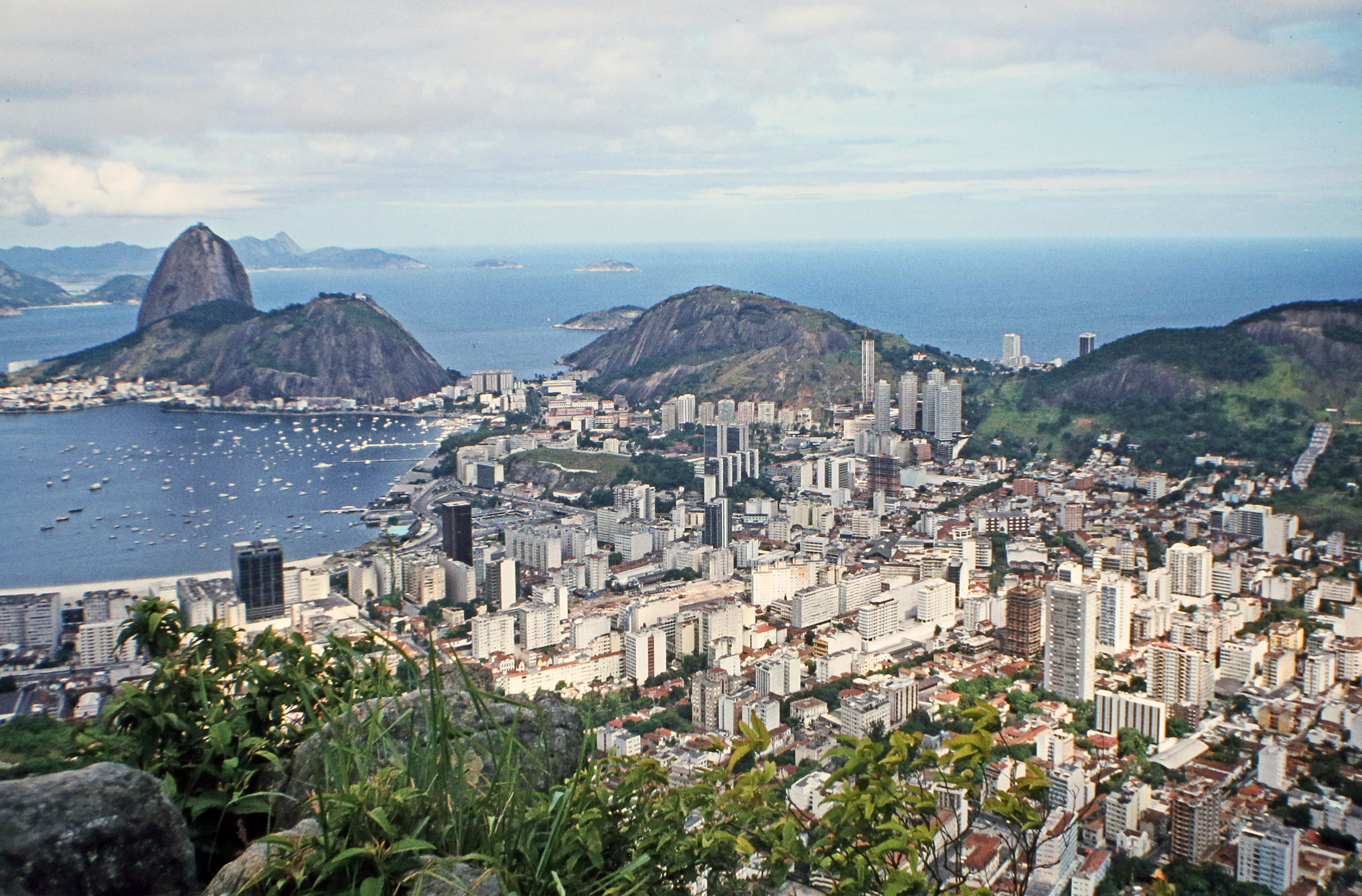
Blick auf Rio de Janeiro

Der Wettkampf im 50-km-Gehen der Männer bei den Olympischen Spielen 2016 in Rio de Janeiro wurde am 19. August 2016 im Stadtteil Recreio dos Bandeirantes ausgetragen. Achtzig Athleten nahmen teil.
Olympiasieger wurde der Slowake Matej Tóth, der vor dem Australier Jared Tallent gewann. Bronze ging an den Japaner Hirooki Arai.
Für Deutschland nahmen Carl Dohmann und Hagen Pohle teil. Beide mussten den Wettkampf aufgeben.

Athleten aus der Schweiz, Österreich und Liechtenstein nahmen nicht teil.

## Aktuelle Titelträger
| Olympiasieger                         | Jared Tallent ( Australien)                                                                                               | 3:36:53 h | London 2012       |
| Weltmeister                           | Matej Tóth ( Slowakei) | 3:40:32 h | Peking 2015       |
| Europameister                         | Yohann Diniz ( Frankreich)                                                                                                | 3:32:33 h | Zürich 2014       |
| Nord-/Zentralamerika-/Karibik-Meister | Wettbewerb nicht im Meisterschaftsprogramm                                                                                | Wettbewerb nicht im Meisterschaftsprogramm                                                                                | San Salvador 2015 |
| Südamerika-Meister                    | Ronal Quispe ( Bolivien)                                                                                                  | 4:25,02 h | Cochabamba 2014   |
| Asienmeister                          | Wettbewerb nicht im Meisterschaftsprogramm Letzter Asienmeister 50-km-Gehen: Yūki Yamazaki (JPN) 3:41:55 h in Wajima 2008 | Wettbewerb nicht im Meisterschaftsprogramm Letzter Asienmeister 50-km-Gehen: Yūki Yamazaki (JPN) 3:41:55 h in Wajima 2008 | Nomi 2016         |
| Afrikameister                         | Wettbewerb nicht im Meisterschaftsprogramm                                                                                | Wettbewerb nicht im Meisterschaftsprogramm                                                                                | Durban 2016       |
| Ozeanienmeister                       | Wettbewerb nicht im Meisterschaftsprogramm                                                                                | Wettbewerb nicht im Meisterschaftsprogramm                                                                                | Adelaide 2016     |

## Rekorde

### Bestehende Rekorde
| Weltrekord         | Yohann Diniz ( Frankreich)  | 3:32:33 h | Zürich, Schweiz           | 15. August 2014 |
| Olympischer Rekord | Jared Tallent ( Australien) | 3:36:53 h | OS London, Großbritannien | 11. August 2012 |

Der bestehende olympische Rekord wurde bei diesen Spielen nicht erreicht. Mit seiner Siegerzeit von 3:40:58 h verfehlte der slowakische Olympiasieger Matej Tóth im Wettbewerb am 19. August den Rekord um 4:05 Minuten. Zum Weltrekord fehlten ihm 8:25 Minuten.

### Rekordverbesserungen
Es wurden drei neue Landesrekorde aufgestellt:
- 3:41:38 h – Evan Dunfee, Kanada
- 3:47:02 h – Caio Bonfim, Brasilien
- 4:00:00 h – Ronal Quispe, Bolivien

Anmerkung:
Alle Zeitangaben sind auf die Ortszeit Rio (UTC-3) bezogen.

## Streckenführung
Der Wettkampf wurde im Stadtteil Recreio dos Bandeirantes im Süden von Rio de Janeiro direkt an der Atlantikküste durchgeführt. Start und Ziel lagen bei der Praça do Pontal auf der Avenida Lúcio Costa. Die Strecke führte zu Beginn in nordöstlicher Richtung bis zur Rua Eduardo Pederneiras und dann nach einer Wende zum Start/Ziel zurück. Die Strecke folgte nun dem Straßenverlauf bis zur Kreuzung mit der Avenida Gilka Machado. Weiter ging es nordwestlich auf der Estrada do Pontal. Auf Höhe der Rua Geraldo Irineo Joifily gab es einen Wendepunkt, von dem aus die Route wieder zurück Richtung Start/Ziel führte. Dieser zwei Kilometer lange Rundkurs war insgesamt 25 Mal zu absolvieren.

## Ausgangssituation
Favorisiert waren vor allem der slowakische Weltmeister und Vizeeuropameister Matej Tóth, der Olympiasieger von 2012 und Vizeweltmeister Jared Tallent aus Australien sowie der französische Weltrekordhalter und Europameister Yohann Diniz. Die bei den letzten Spielen komplett gedopten russischen Geher waren aufgrund des Ausschlusses von Russland durch die IAAF nicht vertreten.

## Resultat

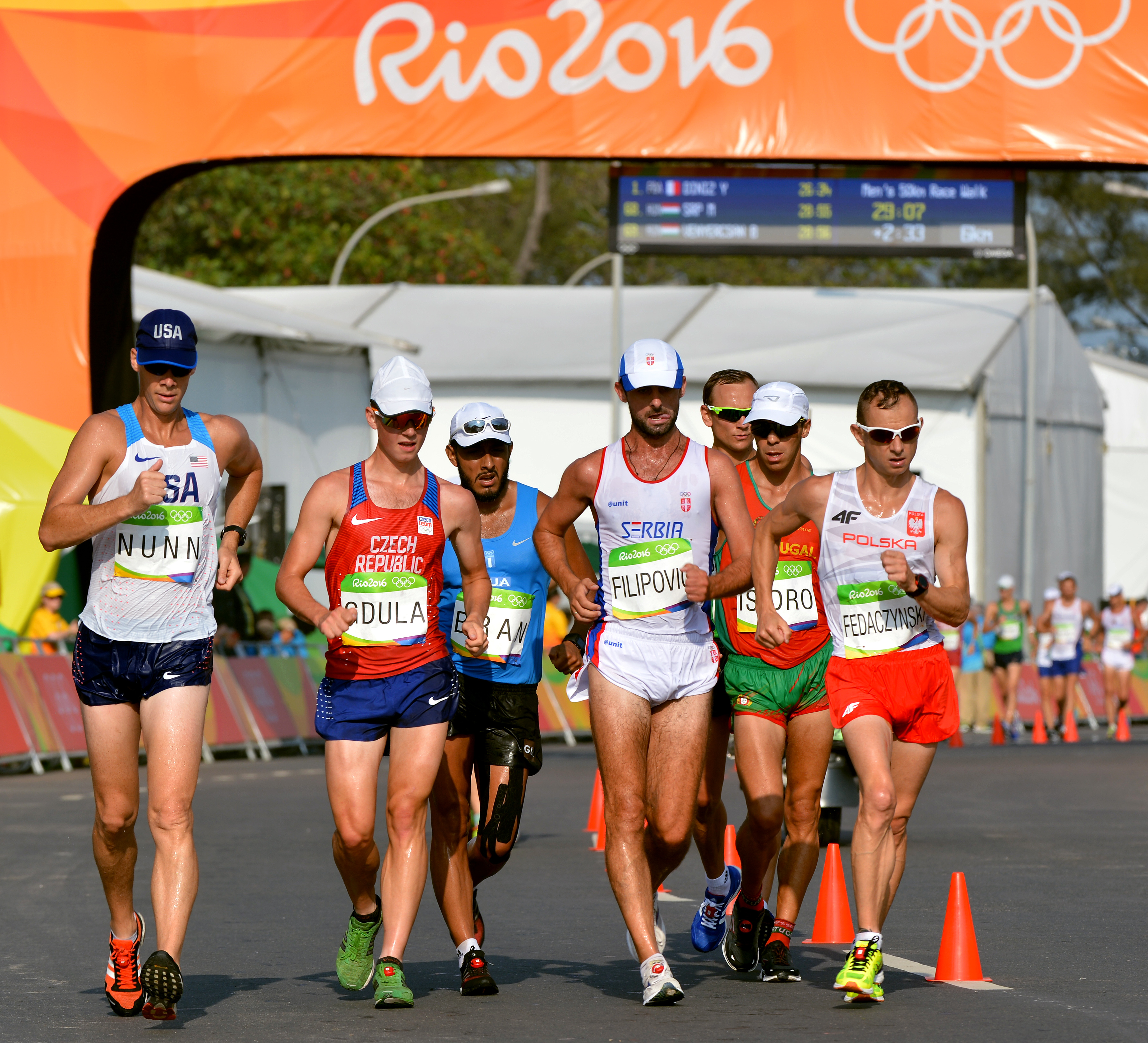
Szene aus dem Wettkampf (v. l. n. r.):
John Nunn, Lukáš Gdula, Mario Alfonso Bran, Nenad Filipović, Pedro Isidro, Rafał Fedaczyński

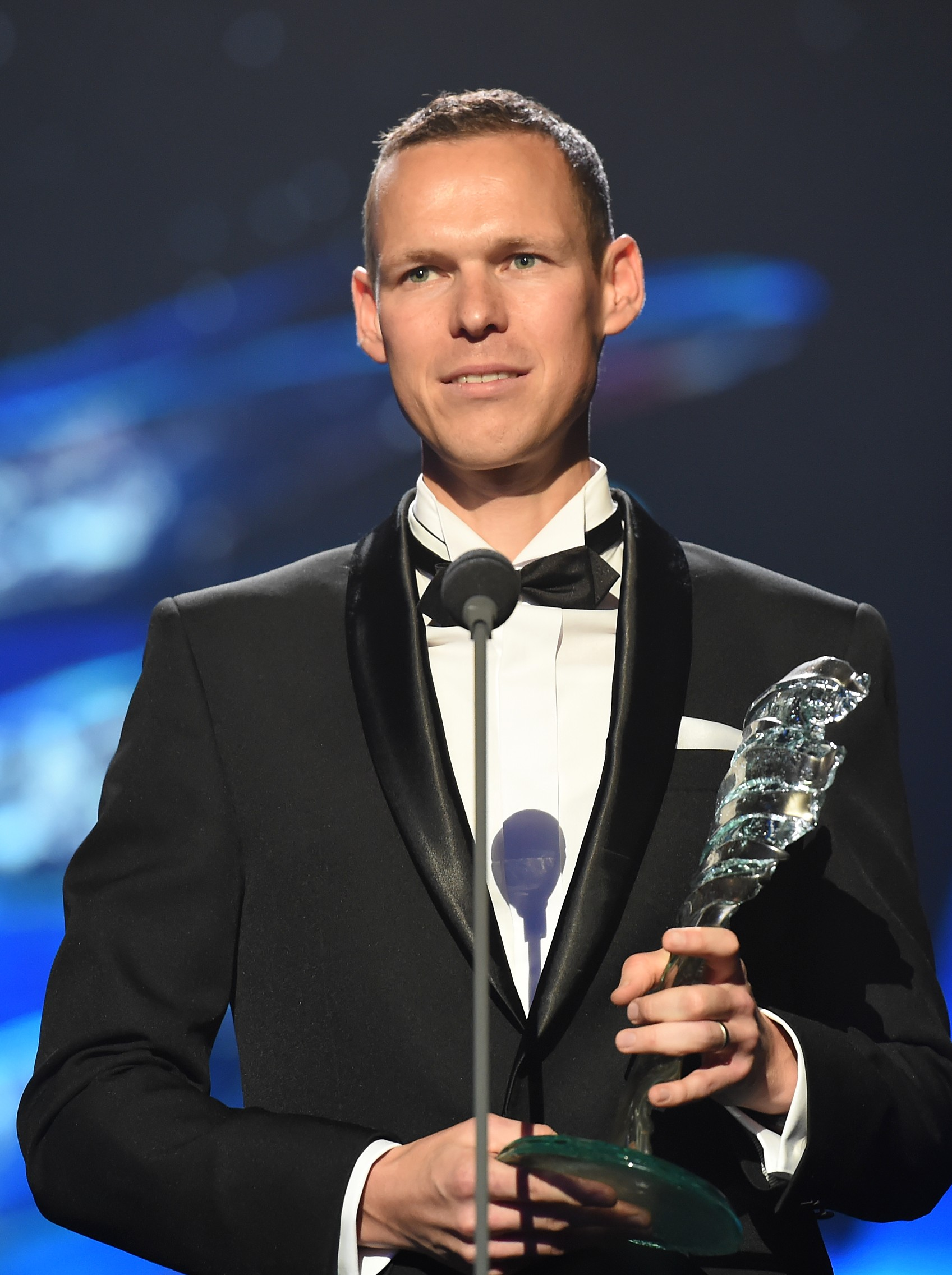
Olympiasieger: Matej Tóth

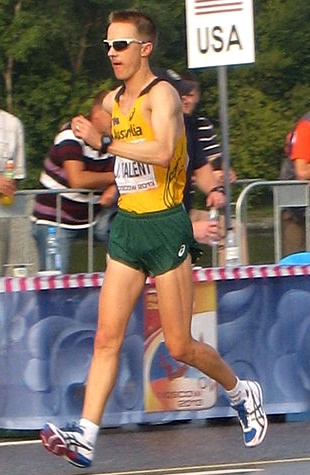
Silbermedaillengewinner Jared Tallent

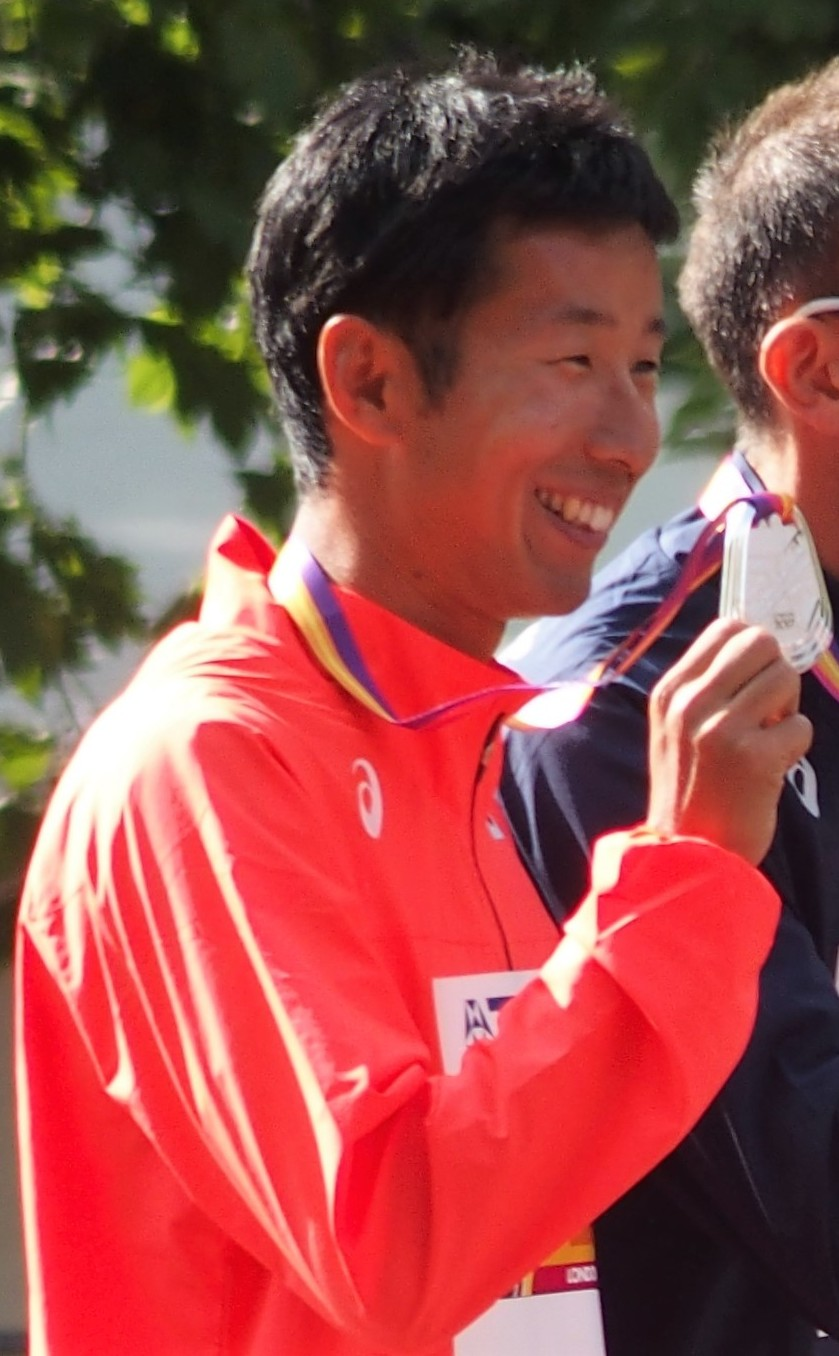
Die Bronzemedaille gab es für Hirooki Arai

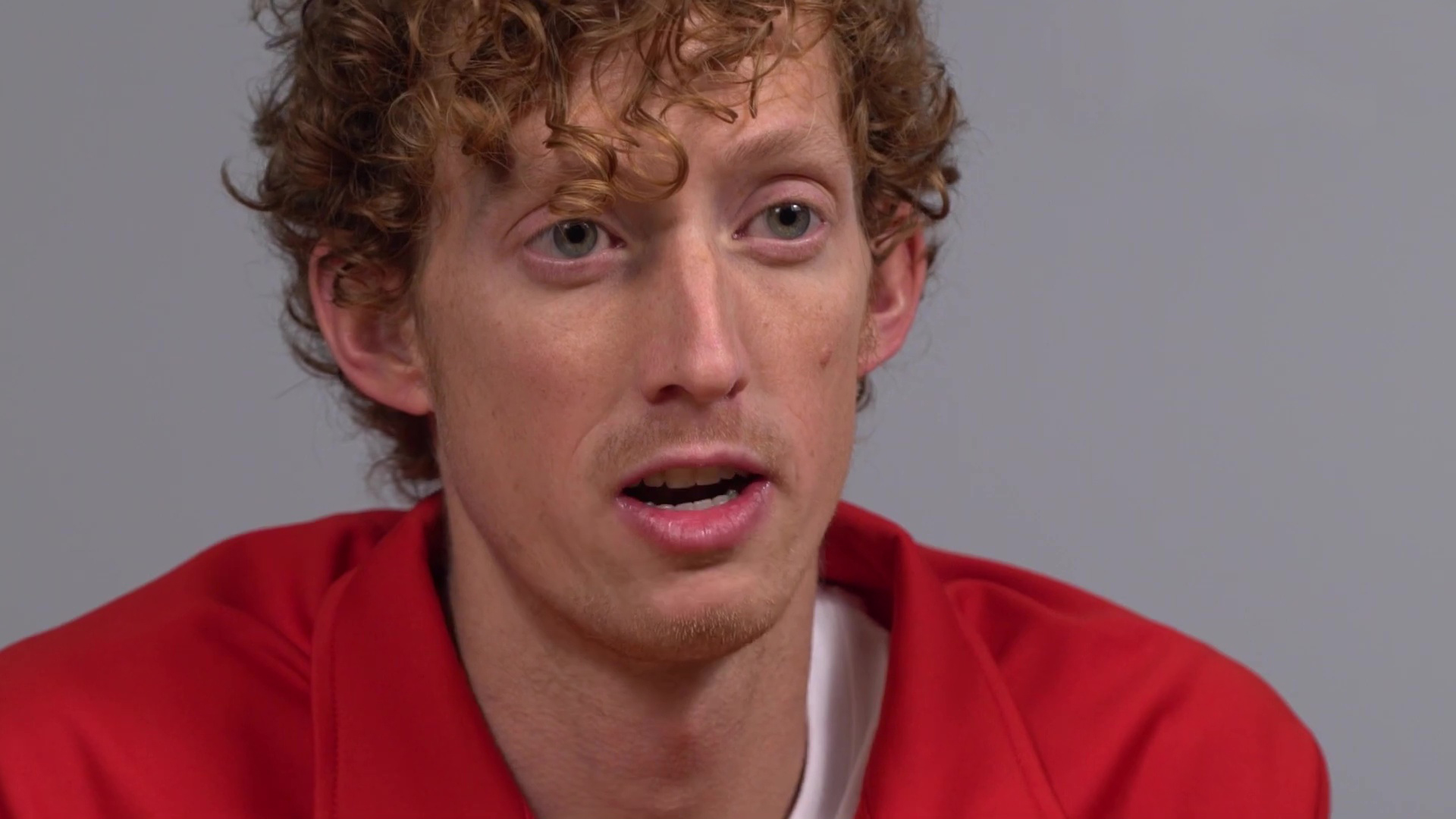
Rang vier mit neuem kanadischen Rekord für Evan Dunfee

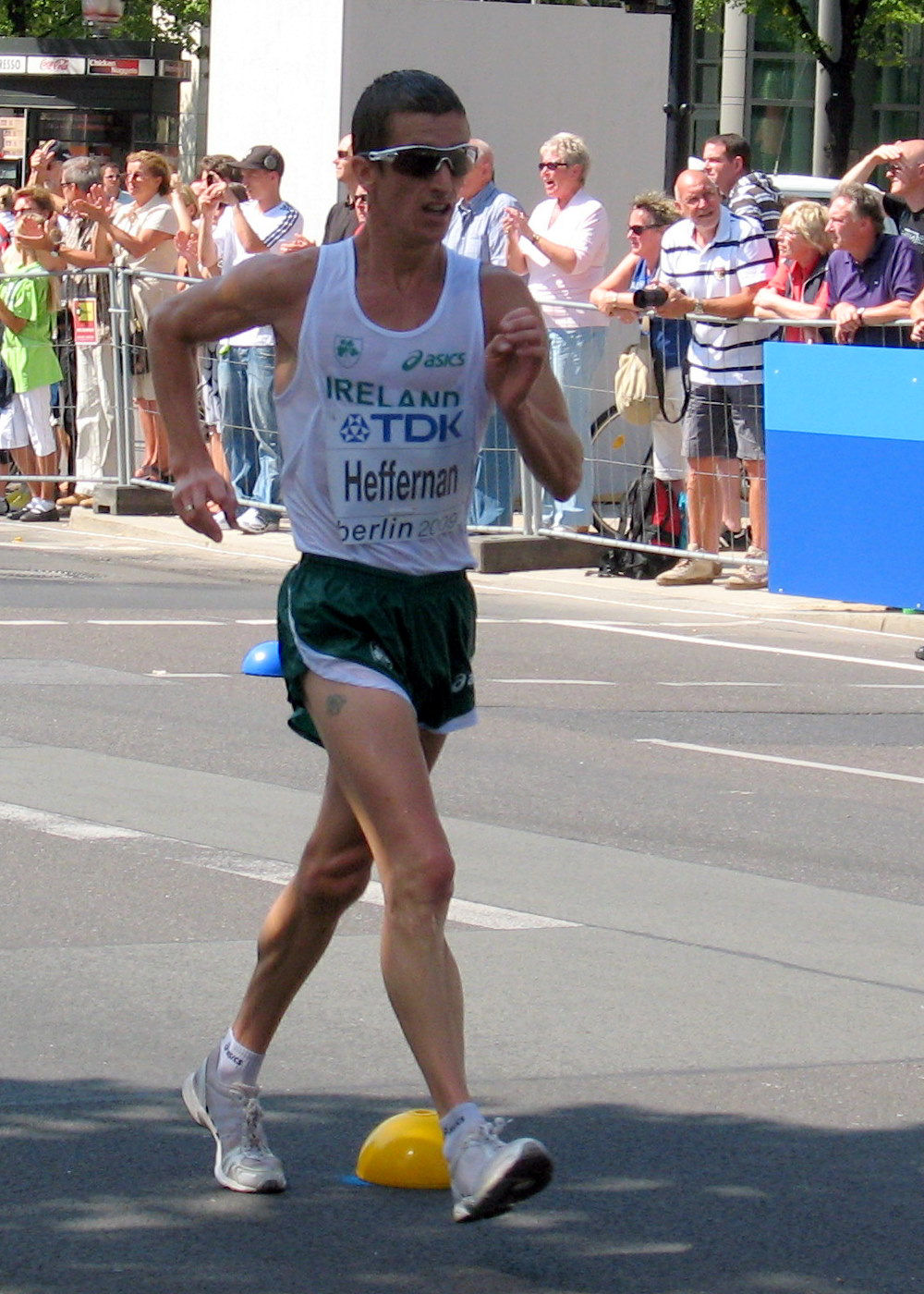
Robert Heffernan belegte Rang sechs

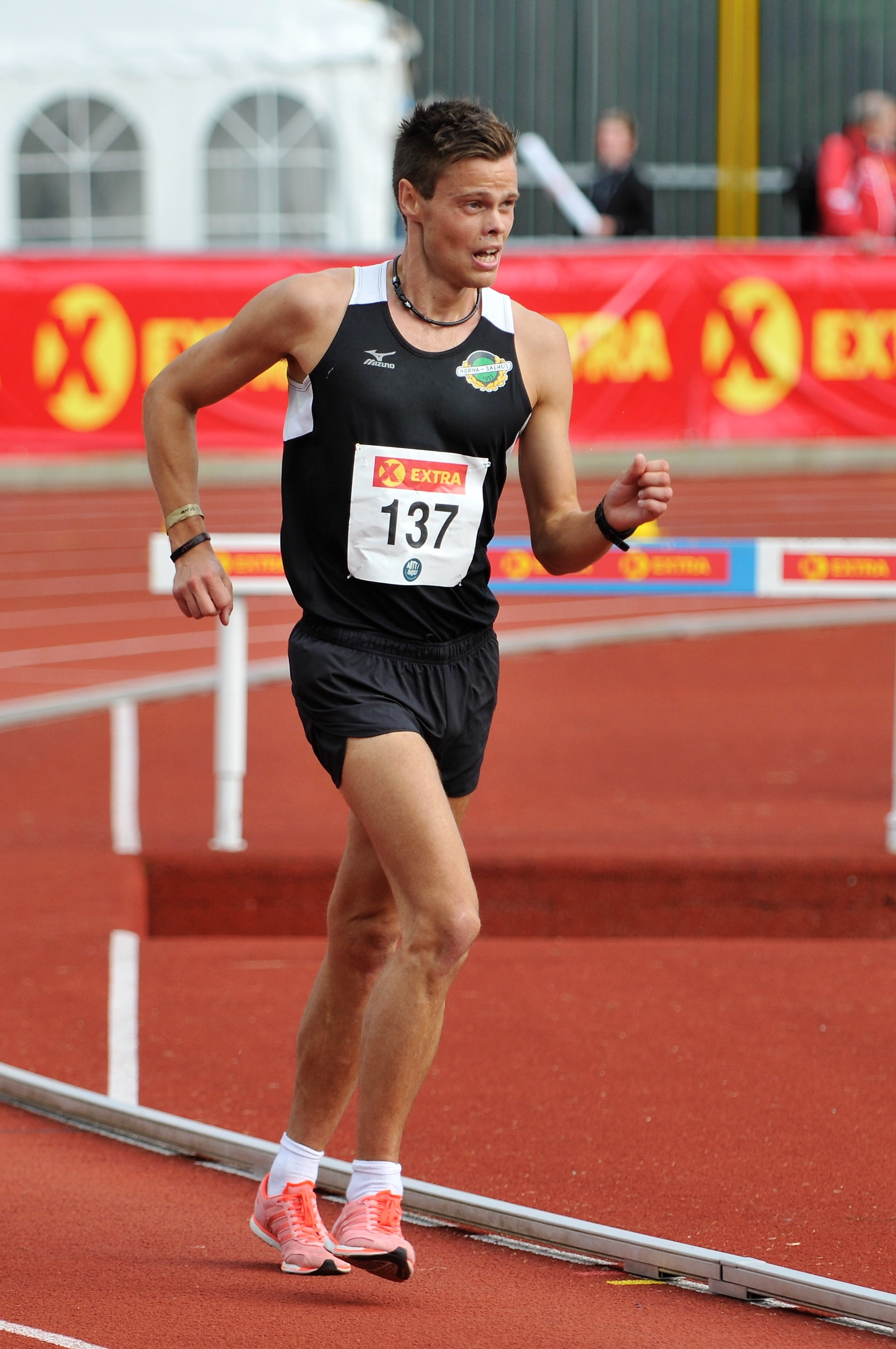
Håvard Haukenes – Rang sieben

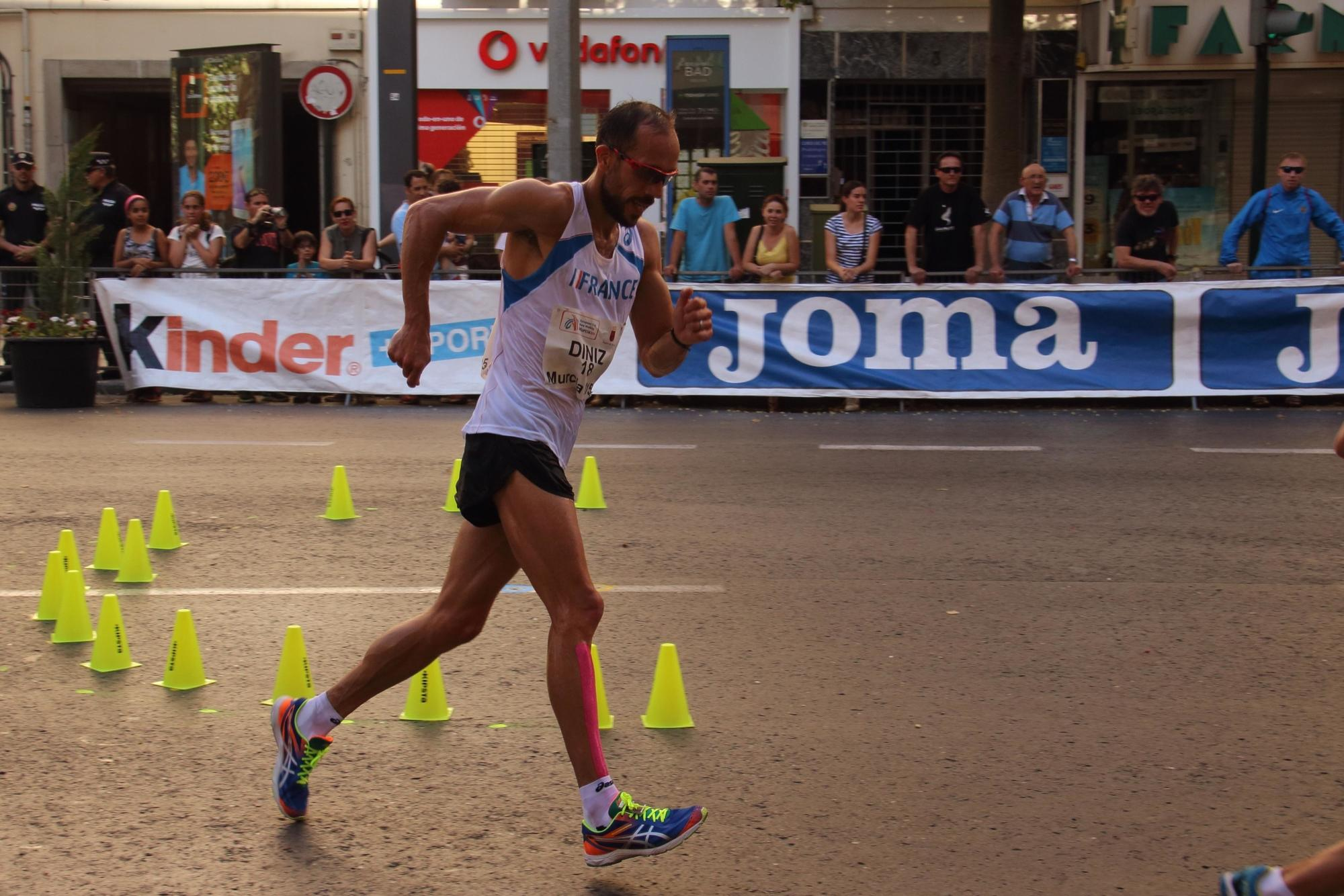
Yohann Diniz kam auf den achten Platz

19. August 2012, 8:00 Uhr
| Zwischenzeiten | Zwischenzeiten | Zwischenzeiten | Zwischenzeiten |
| Marke          | Zwischenzeit   | Führende(r) | 5-km-Zeit      |
| -------------- | -------------- | --- | -------------- |
| 5 km           | 22:10 min      | Yohann Diniz – 28 s vor 9köpfiger Verfolgergruppe                                                                                   | 22:10 min      |
| 10 km          | 44:18 min      | Yohann Diniz – 30 s vor 9köpfiger Verfolgergruppe                                                                                   | 22:08 min      |
| 15 km          | 1:05:58 h000   | Diniz – Tóth 53 s zurück – 8köpfige Verfolgergruppe 55 s zurück                                                                     | 21:40 min      |
| 20 km          | 1:27:41 h000   | Diniz – 9köpfige Verfolgergruppe 1:23 min zurück                                                                                    | 21:43 min      |
| 25 km          | 1:49:31 h000   | Diniz – 8köpfige Verfolgergruppe 1:40 min zurück                                                                                    | 21:50 min      |
| 30 km          | 2:11:29 h000   | Diniz – Dunfee 1:28 min zurück – Tóth 1:30 min zurück – Tallent, Heffernan, Arai, Chocho, Yu 1:33 min zurück – Nava 1:47 min zurück | 21:58 min      |
| 35 km          | 2:34:39 h000   | Dunfee – Diniz 8 s zurück – Tóth, Tallent, Arai, Yu 14 s zurück – Heffernan 16 s zurück – Nava 1:22 min zurück                      | 23:10 min      |
| 40 km          | 2:56:54 h000   | Tallent – Arai 4 s zurück / Tóth, Dunfee, Yu 7 s zurück / Heffernan 24 s zurück – Diniz 1:33 min zurück – Nava 3:00 min zurück      | 22:15 min      |
| 45 km          | 3:18:47 h000   | Tallent – Tóth 22 s zurück / Arai 26 s zurück / Dunfee 41 s zurück – Yu 57 s zurück – Heffernan 1:27 min zurück                     | 21:53 min      |
| 50 km          | 3:40:58 h000   | Matej Tóth | 22:11 min      |

| Platz | Name                   | Nation              | Zeit (h)           | Verwarnungen      | Anmerkung                                               |
| ----- | ---------------------- | ------------------- | ------------------ | ----------------- | ------------------------------------------------------- |
| 1     | Matej Tóth             | Slowakei            | 3:40:58            |                   |                                                         |
| 2     | Jared Tallent          | Australien          | 3:41:16            |                   |                                                         |
| 3     | Hirooki Arai           | Japan               | 3:41:24            | Bod               |                                                         |
| 4     | Evan Dunfee            | Kanada              | 3:41:38            |                   | NR                                                      |
| 5     | Yu Wei                 | Volksrepublik China | 3:43:00            |                   |                                                         |
| 6     | Robert Heffernan       | Irland              | 3:43:55            |                   |                                                         |
| 7     | Håvard Haukenes        | Norwegen            | 3:46:33            |                   |                                                         |
| 8     | Yohann Diniz           | Frankreich          | 3:46:43            |                   |                                                         |
| 9     | Caio Bonfim            | Brasilien           | 3:47:02            |                   | NR                                                      |
| 10    | Chris Erickson         | Australien          | 3:48:40            |                   |                                                         |
| 11    | Wang Zhendong          | Volksrepublik China | 3:48:50            |                   |                                                         |
| 12    | Quentin Rew            | Neuseeland          | 3:49:32            |                   |                                                         |
| 13    | Horacio Nava           | Mexiko              | 3:50:53            | Bod               |                                                         |
| 14    | Takayuki Tanii         | Japan               | 3:51:00            | Bod               |                                                         |
| 15    | Adrian Błocki          | Polen               | 3:51:31            |                   |                                                         |
| 16    | Omar Zepeda            | Mexiko              | 3:51:35            | Bod               |                                                         |
| 17    | Jorge Armando Ruiz     | Kolumbien           | 3:51:42            | Knie              |                                                         |
| 18    | Serhij Budza           | Ukraine             | 3:53:22            |                   |                                                         |
| 19    | Brendan Boyce          | Irland              | 3:53:59            |                   |                                                         |
| 20    | Jesús Ángel García     | Spanien             | 3:54:29            |                   |                                                         |
| 21    | Marco De Luca          | Italien             | 3:54:40            |                   |                                                         |
| 22    | Rafał Augustyn         | Polen               | 3:55:01            | Knie              |                                                         |
| 23    | Jarkko Kinnunen        | Finnland            | 3:55:43            |                   |                                                         |
| 24    | Rafał Fedaczyński      | Polen               | 3:55:51            |                   |                                                         |
| 25    | José Leyver Ojeda      | Mexiko              | 3:56:07            |                   |                                                         |
| 26    | Dušan Majdán           | Slowakei            | 3:58:25            | Knie / Knie       |                                                         |
| 27    | Kōichirō Morioka       | Japan               | 3:58:59            |                   |                                                         |
| 28    | Alexandros Papamichail | Griechenland        | 3:59:21            |                   |                                                         |
| 29    | Jonathan Rieckmann     | Brasilien           | 4:01:52            | Bod               |                                                         |
| 30    | Ronal Quispe           | Bolivien            | 4:02:00            |                   | NR                                                      |
| 31    | Narcis Stefan Mihaila  | Rumänien            | 4:02:46            |                   |                                                         |
| 32    | Pedro Isidro           | Portugal            | 4:03:43            | Bod               |                                                         |
| 33    | Tadas Šuškevičius      | Litauen             | 4:04:10            |                   |                                                         |
| 34    | Rolando Saquipay       | Ecuador             | 4:07:29            |                   |                                                         |
| 35    | Sandeep Kumar          | Indien              | 4:07:55            | Bod               |                                                         |
| 36    | Miguel Carvalho        | Portugal            | 4:08:16            |                   |                                                         |
| 37    | Arnis Rumbenieks       | Lettland            | 4:08:28            |                   |                                                         |
| 38    | Marc Mundell           | Südafrika           | 4:11:03            |                   |                                                         |
| 39    | Iwan Banseruk          | Ukraine             | 4:11:51            |                   |                                                         |
| 40    | Brendon Reading        | Australien          | 4:13:02            |                   |                                                         |
| 41    | Mario Alfonso Bran     | Guatemala           | 4:15:14            | Knie              |                                                         |
| 42    | Vladimir Savanović     | Serbien             | 4:15:53            |                   |                                                         |
| 43    | John Nunn              | USA                 | 4:16:12            |                   |                                                         |
| 44    | Bence Venyercsán       | Ungarn              | 4:19:15            |                   |                                                         |
| 45    | Claudio Villanueva     | Ecuador             | 4:19:33            |                   |                                                         |
| 46    | Nenad Filipović        | Serbien             | 4:25:41            | Knie              |                                                         |
| 47    | Han Yucheng            | Volksrepublik China | 4:32:35            | Knie / Knie       |                                                         |
| 48    | Pavel Chihuán          | Peru                | 4:32:37            | Knie              |                                                         |
| 49    | Predrag Filipović      | Serbien             | 4:39:48            | Knie              |                                                         |
| DNF   | Mathieu Bilodeau       | Kanada              |                    |                   |                                                         |
| DNF   | Luis Henry Campos      | Peru                | Knie / Knie        |                   |                                                         |
| DNF   | Marius Cocioran        | Rumänien            |                    |                   |                                                         |
| DNF   | José Ignacio Díaz      | Spanien             | Knie / Knie        |                   |                                                         |
| DNF   | Carl Dohmann           | Deutschland         |                    |                   |                                                         |
| DNF   | Matteo Giupponi        | Italien             |                    |                   |                                                         |
| DNF   | Ihor Hlawan            | Ukraine             |                    |                   |                                                         |
| DNF   | Kim Hyun-sub           | Südkorea            |                    |                   |                                                         |
| DNF   | Miguel Ángel López     | Spanien             |                    |                   |                                                         |
| DNF   | Arturas Mastianica     | Litauen             |                    |                   |                                                         |
| DNF   | José Leonardo Montaña  | Kolumbien           | Bod / Knie         |                   |                                                         |
| DNF   | Aku Partanen           | Finnland            |                    |                   |                                                         |
| DNF   | Hagen Pohle            | Deutschland         | Knie               |                   |                                                         |
| DNF   | Sándor Rácz            | Ungarn              |                    |                   |                                                         |
| DNF   | Yerenman Salazar       | Venezuela           |                    |                   |                                                         |
| DNF   | Mário dos Santos       | Brasilien           |                    |                   |                                                         |
| DNF   | Iwan Trozki            | Belarus             |                    |                   |                                                         |
| DNF   | João Vieira            | Portugal            |                    |                   |                                                         |
| DNF   | Alex Wright            | Irland              |                    |                   |                                                         |
| DSQ   | Edward Araya           | Chile               |                    | Bod / Knie / Knie | Weltleichtathletikverband Regel 230.7a drei rote Karten |
| DSQ   | Teodorico Caporaso     | Italien             | Bod / Bod / Bod    |                   | Weltleichtathletikverband Regel 230.7a drei rote Karten |
| DSQ   | Andrés Chocho          | Ecuador             | Bod / Bod / Bod    |                   | Weltleichtathletikverband Regel 230.7a drei rote Karten |
| DSQ   | Lukáš Gdula            | Tschechien          | Knie / Knie / Knie |                   | Weltleichtathletikverband Regel 230.7a drei rote Karten |
| DSQ   | Dominic King           | Großbritannien      | Bod / Bod / Bod    |                   | Weltleichtathletikverband Regel 230.7a drei rote Karten |
| DSQ   | Luis López             | El Salvador         | Bod / Bod / Knie   |                   | Weltleichtathletikverband Regel 230.7a drei rote Karten |
| DSQ   | Aleksi Ojala           | Finnland            | Knie / Knie / Knie |                   | Weltleichtathletikverband Regel 230.7a drei rote Karten |
| DSQ   | Park Chil-sung         | Südkorea            | Bod / Bod / Bod    |                   | Weltleichtathletikverband Regel 230.7a drei rote Karten |
| DSQ   | Jaime Quiyuch          | Guatemala           | Bod / Knie / Knie  |                   | Weltleichtathletikverband Regel 230.7a drei rote Karten |
| DSQ   | James Rendón           | Kolumbien           | Bod / Bod / Bod    |                   | Weltleichtathletikverband Regel 230.7a drei rote Karten |
| DSQ   | Miklós Srp             | Ungarn              | Bod / Knie / Knie  |                   | Weltleichtathletikverband Regel 230.7a drei rote Karten |
| DSQ   | Martin Tišťan          | Slowakei            | Knie / Knie / Knie |                   | Weltleichtathletikverband Regel 230.7a drei rote Karten |

## Wettbewerbsverlauf
Zu Beginn übernahm der Serbe Vladimir Savanović die Führung, wurde aber schon nach einem Kilometer vom französischen Weltrekordhalter und Europameister Yohann Diniz gestellt. Diniz zog gleich an Savanović vorbei und hatte bis Kilometer fünf einen Vorsprung von 28 Sekunden auf eine neunköpfige Verfolgergruppe herausgearbeitet, in der sich neben Vizeweltmeister Jared Tallent und Weltmeister Matej Tóth sieben weitere Geher befanden. Bis Kilometer zehn hatte auch der Japaner Hirooki Arai zur Verfolgergruppe aufgeschlossen. Bei Kilometer fünfzehn war der Vorsprung des Franzosen auf 53 Sekunden angewachsen, die Verfolgergruppe bestand nun aus acht Gehern. Die ersten Überrundungen erfolgten. Nach zwanzig Kilometern lag Diniz mit 1:23 min in Front, das nun wieder neunköpfige Verfolgerfeld hatte auf die Hauptgruppe über zwei Minuten Vorsprung.
Nach 25 Kilometern war Diniz Vorsprung auf 1:40 min angewachsen. Der Kanadier Evan Dunfee versuchte es in der Verfolgergruppe nun mit einem Angriff und konnte den Vorsprung des führenden Franzosen bis Kilometer dreißig auf 1:21 min drücken. Dunfee wurde vom Verfolgerfeld wieder eingeholt, setzte sich aber anschließend gleich wieder ab. Diniz ließ nun deutlich nach, sein Vorsprung wurde immer kleiner. Bei Kilometer 33 blieb der Europameister überraschend bei seinem Trainer stehen. Dunfee erreichte den Franzosen als Erster, der sich nun hinter ihm einreihte. Diniz konnte jedoch das Tempo des Kanadiers nicht mithalten und fiel zurück bis in die Verfolgergruppe, die allerdings nicht mehr geschlossen zusammen war. Tóth, Tallent, Arai und der Chinese Wei Yu waren nun gemeinsam mit Diniz die ersten Verfolger des Kanadiers, dessen Vorsprung allerdings nur circa fünfzehn Sekunden betrug. Der Ire Robert Heffernan lag nur wenige Sekunden dahinter. Horacio Nava aus Mexiko hatte schon einen Rückstand von fast eineinhalb Minuten. Bei einem weiteren Halt brach Diniz zusammen, konnte sich aber ein weiteres Mal erholen und den Wettkampf wieder aufnehmen.
Dunfee wurde bei Kilometer 39 von den Verfolgern eingeholt. Anschließend setzte sich Tallent ein wenig ab. Vier Sekunden hinter ihm folgte Arai. Tóth, Dunfee und Yu lagen sieben Sekunden zurück. Das war der Stand bei Kilometer vierzig. Kurz vor Beginn der letzten Runde schloss Tóth dann zu Tallent auf und zog an ihm vorbei. In der Gruppe dahinter hatte Yu den Anschluss verloren. Arais Vorsprung auf Dunfee wuchs langsam weiter und der Japaner ging als Dritter auf die letzte Runde. Weltmeister Matej Tóth ließ sich nun den Olympiasieg nicht mehr nehmen. Achtzehn Sekunden nach ihm kam Jared Tallent als Silbermedaillengewinner ins Ziel. Hirooki Arai hatte als Dritter nur acht weitere Sekunden Rückstand auf Tallent. Evan Dunfee blieb Vierter vor Yu Wei und Robert Heffernan. Yohan Diniz schaffte es als Achter hinter dem Norweger Håvard Haukenes ins Ziel.
Matej Tóth war der erste slowakische Olympiasieger und Medaillengewinner in dieser Disziplin. Zugleich war er der erste Olympiasieger der Slowakei in der Leichtathletik.

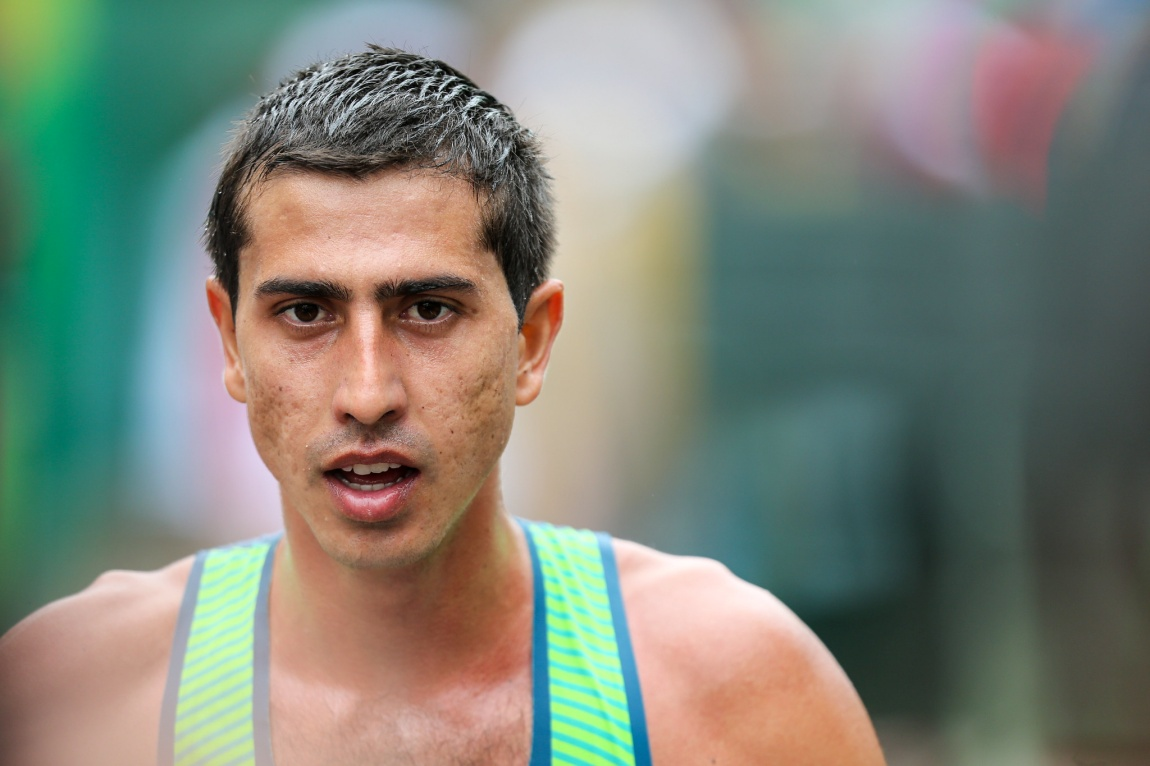
Caio Bonfim – Rang neun mit neuem brasilianischen Landesrekord
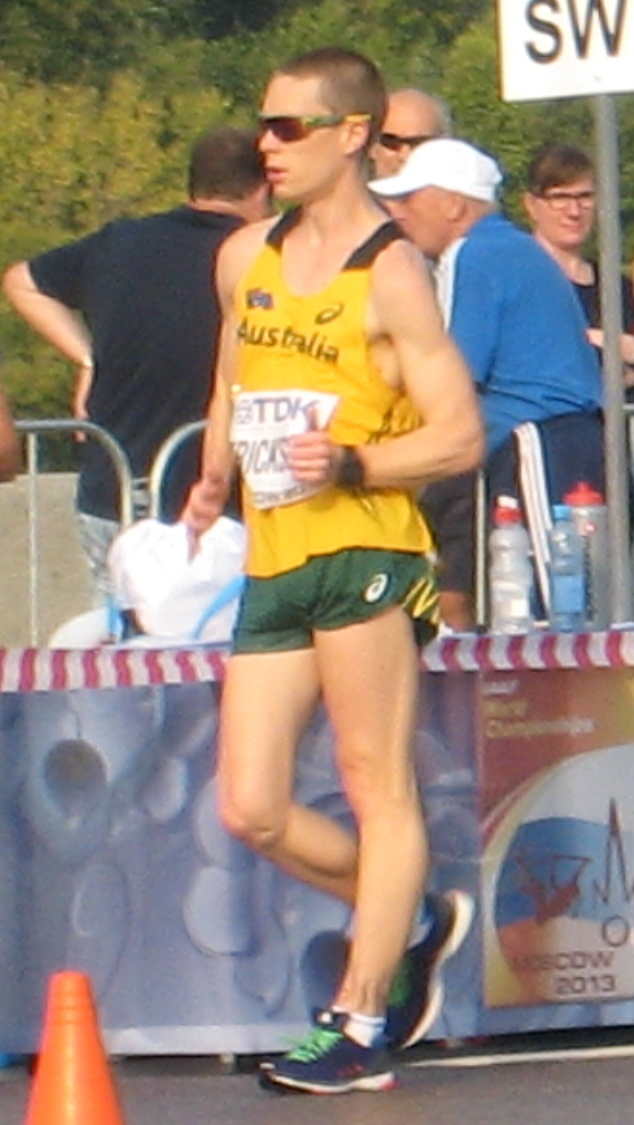
Chris Erickson wurde Olympiazehnter
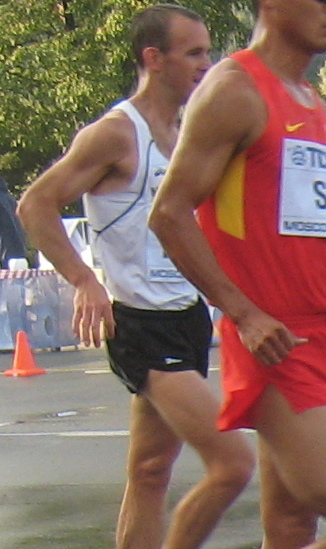
Quentin Rew (weißes Trikot) – Rang zwölf
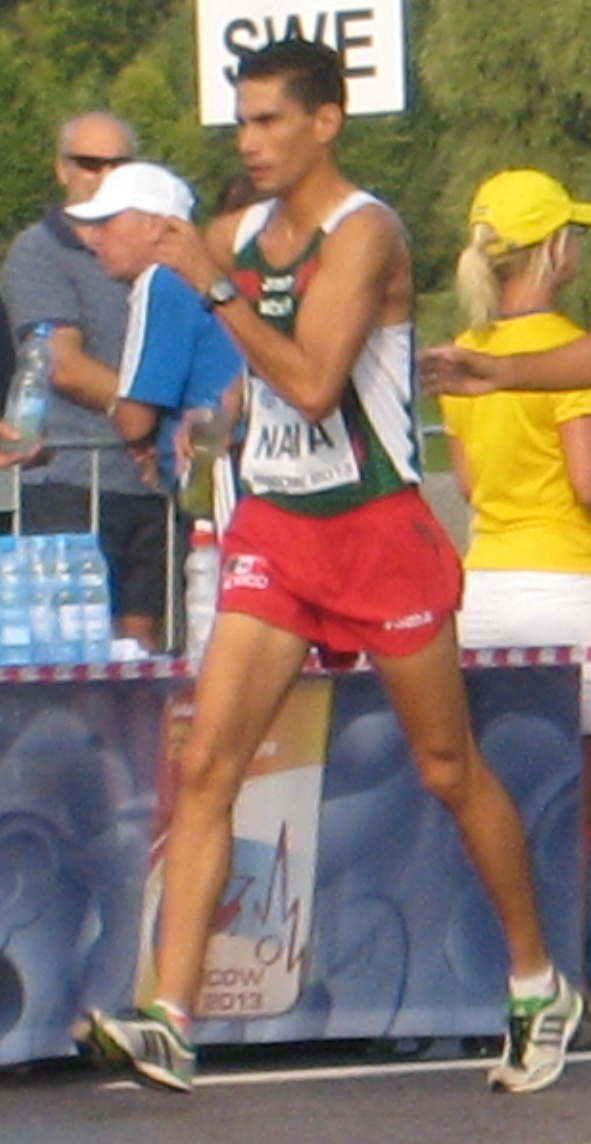
Horacio Nava erreichte Platz dreizehn
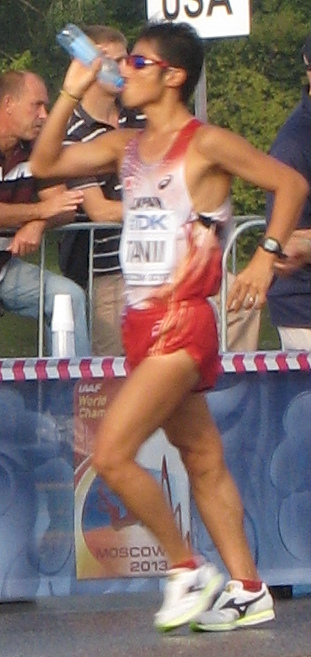
Der Olympiavierzehnte Takayuki Tanii
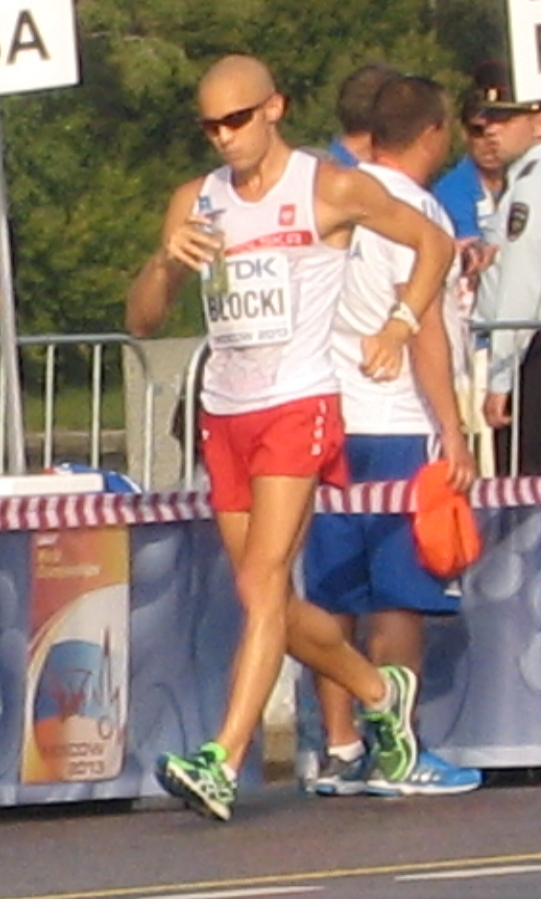
Adrian Błocki – Rang fünfzehn
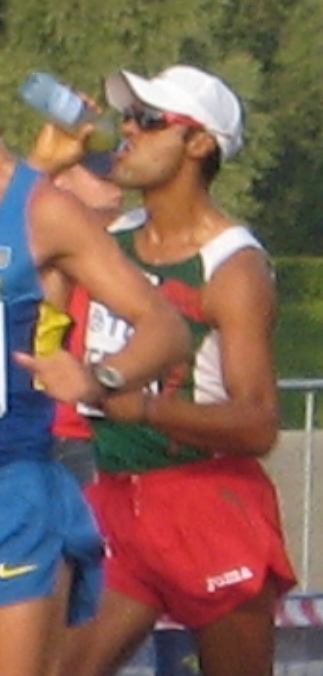
Der Mexikaner Omar Zepeda wurde Sechzehnter
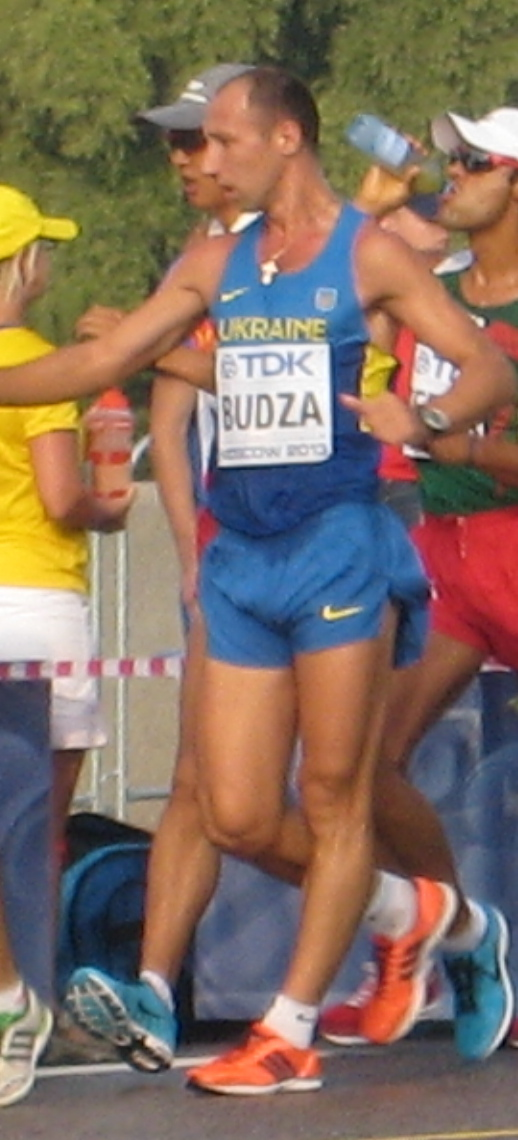
Platz achtzehn für Serhij Budza
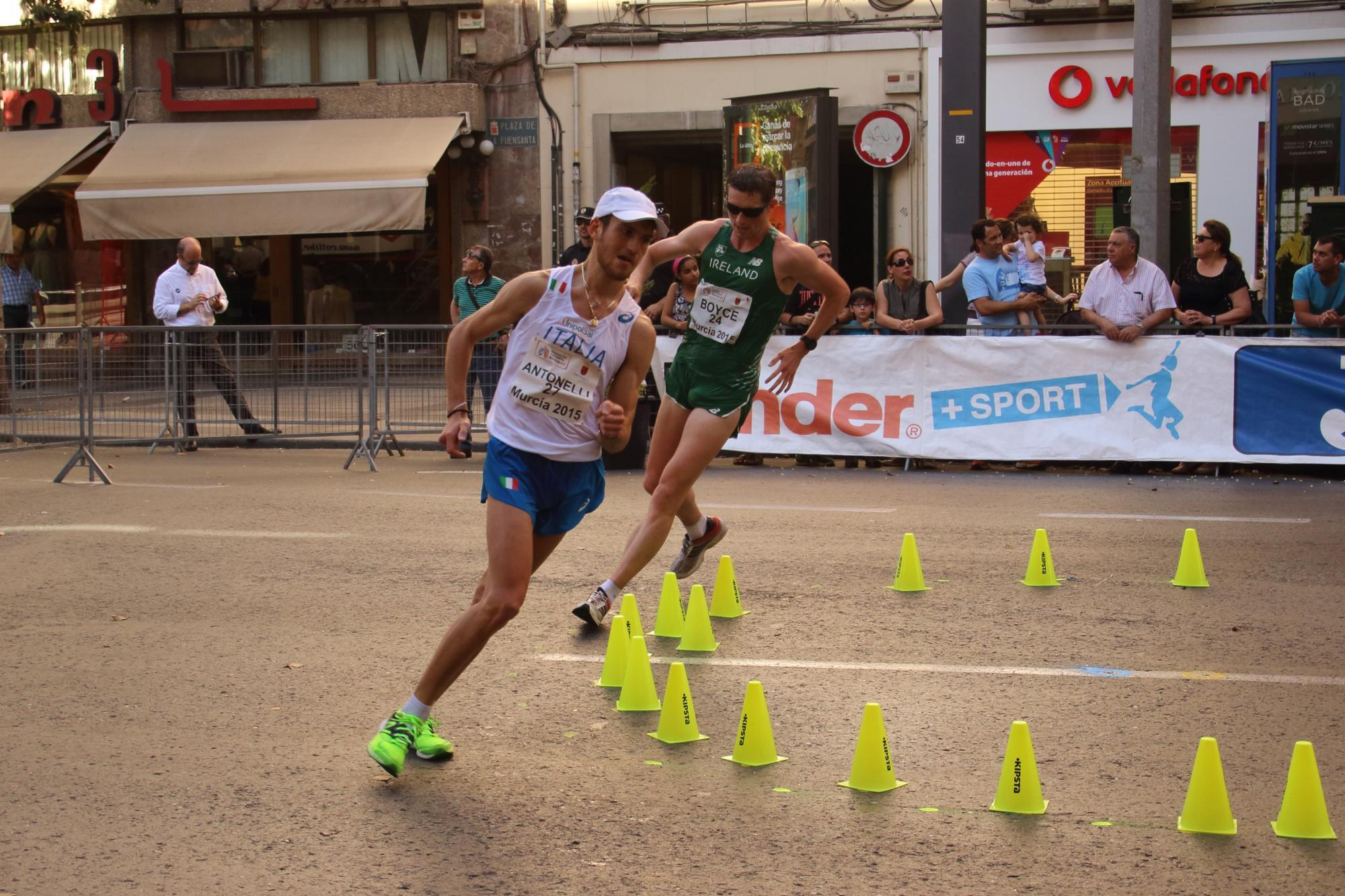
Brendan Boyce (grünes Trikot) – Rang neunzehn
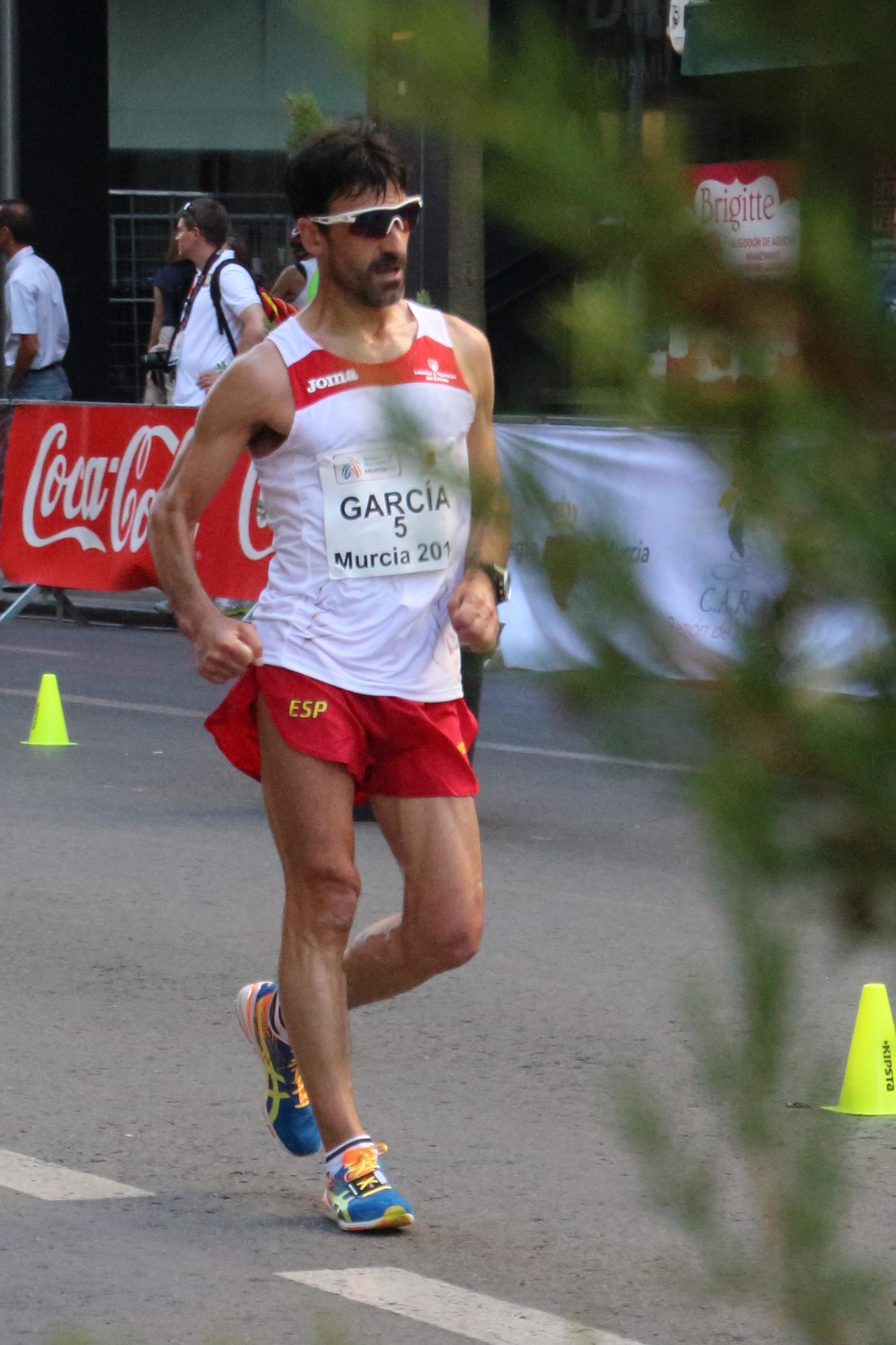
Jesús Ángel García – Rang zwanzig
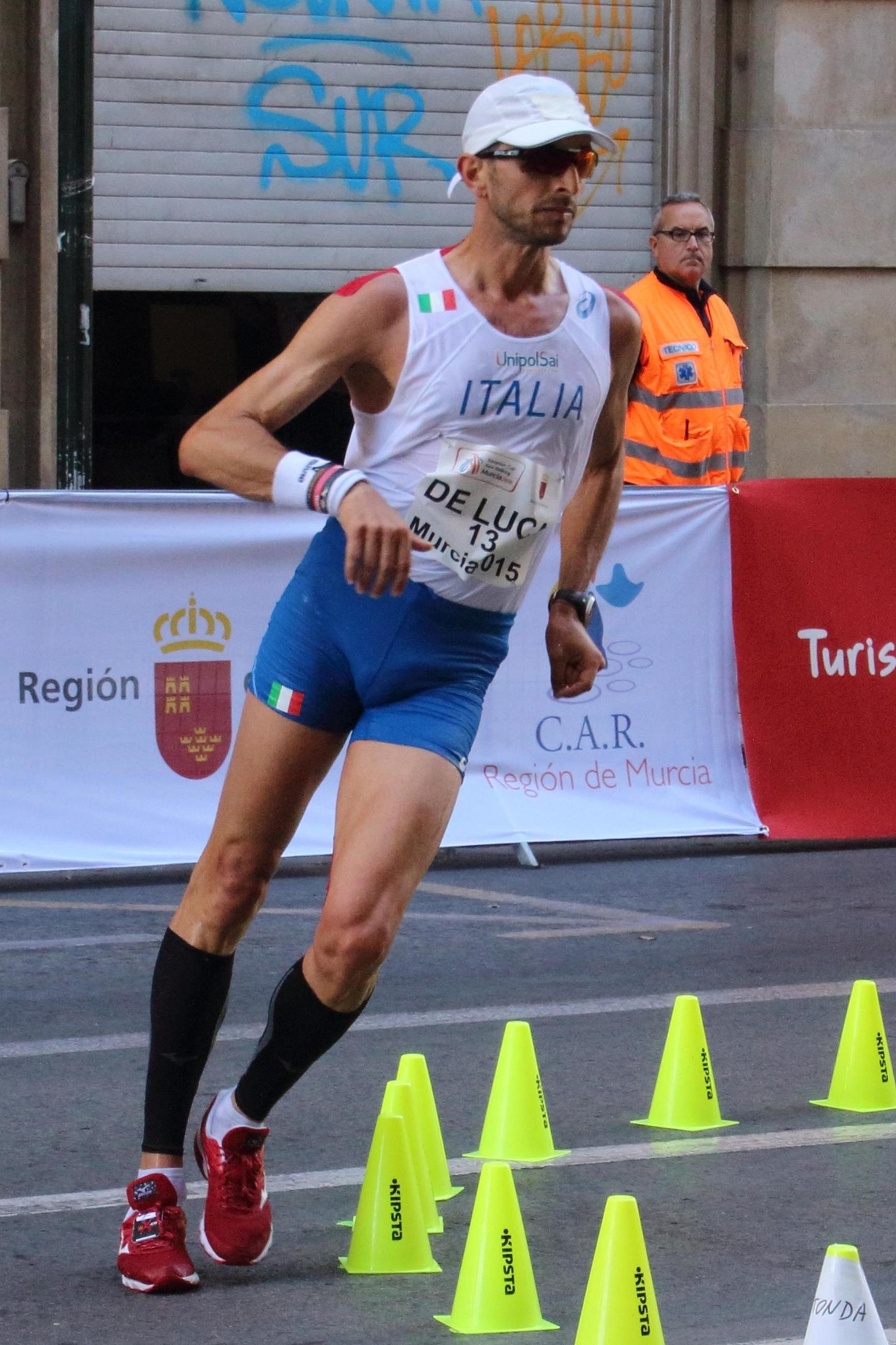
Marco De Luca – Platz 21
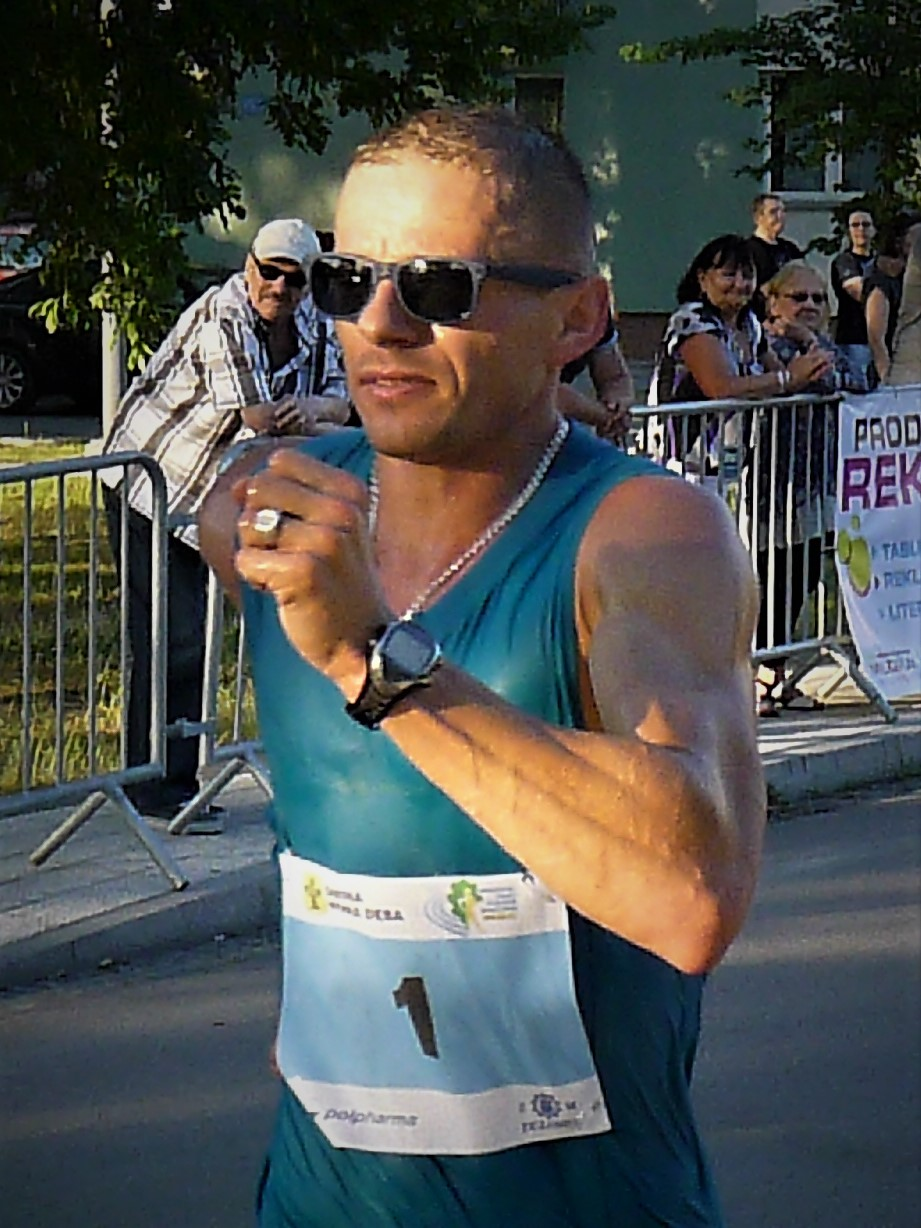
Rafał Augustyn – Rang 22
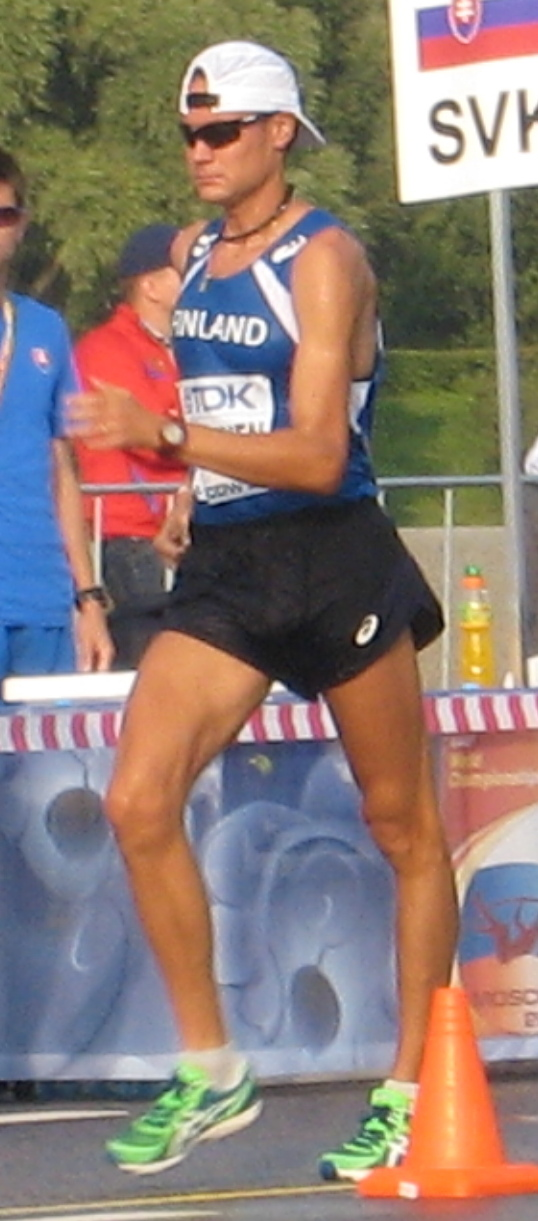
Jarkko Kinnunen – Rang 23
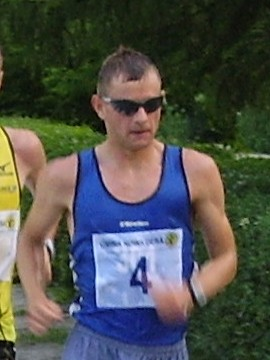
Rafał Fedaczyński wurde 24.
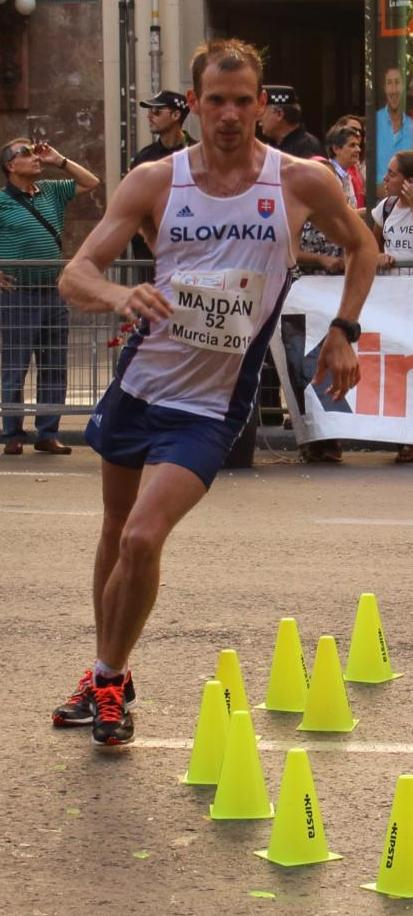
Dušan Majdán – Rang 26
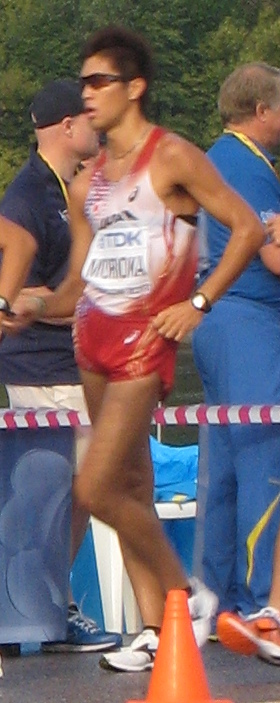
Platz 27 für Kōichirō Morioka
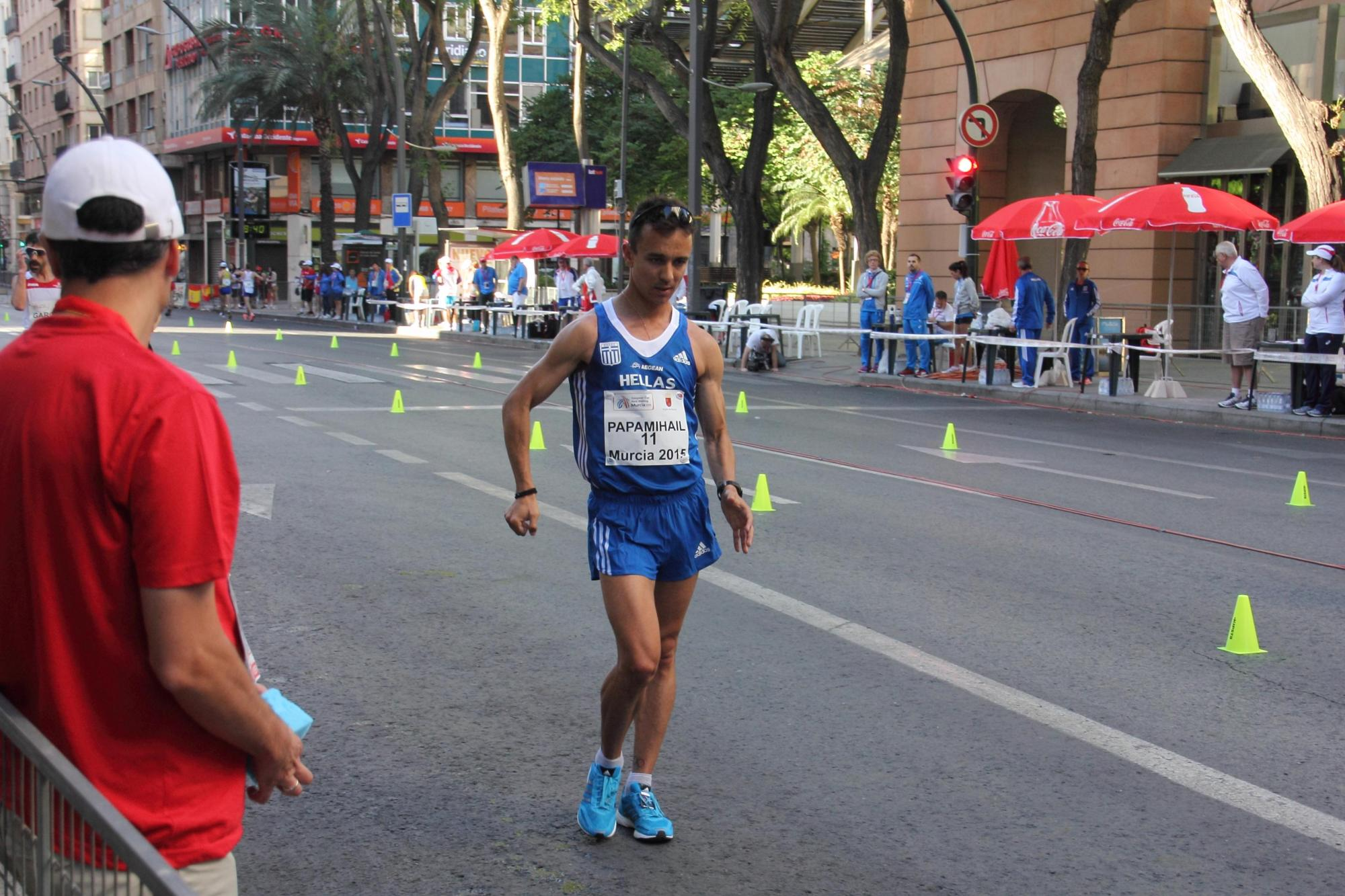
Alexandros Papamichail – Rang 28
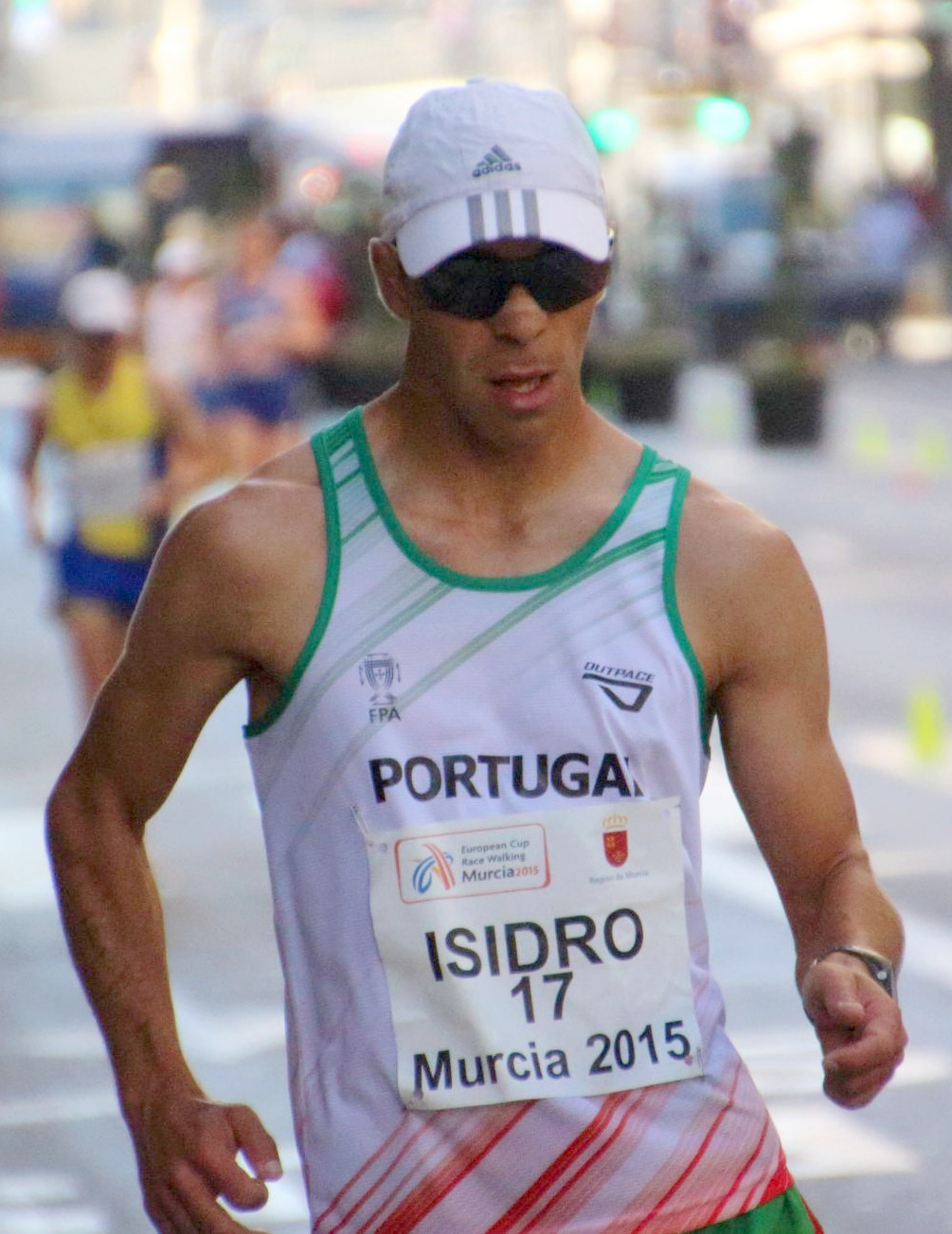
Pedro Isidro beendete den Wettkampf als 32.
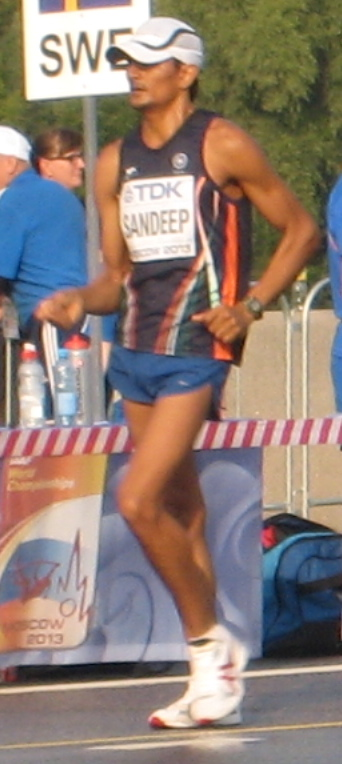
Sandeep Kumar – Platz 35
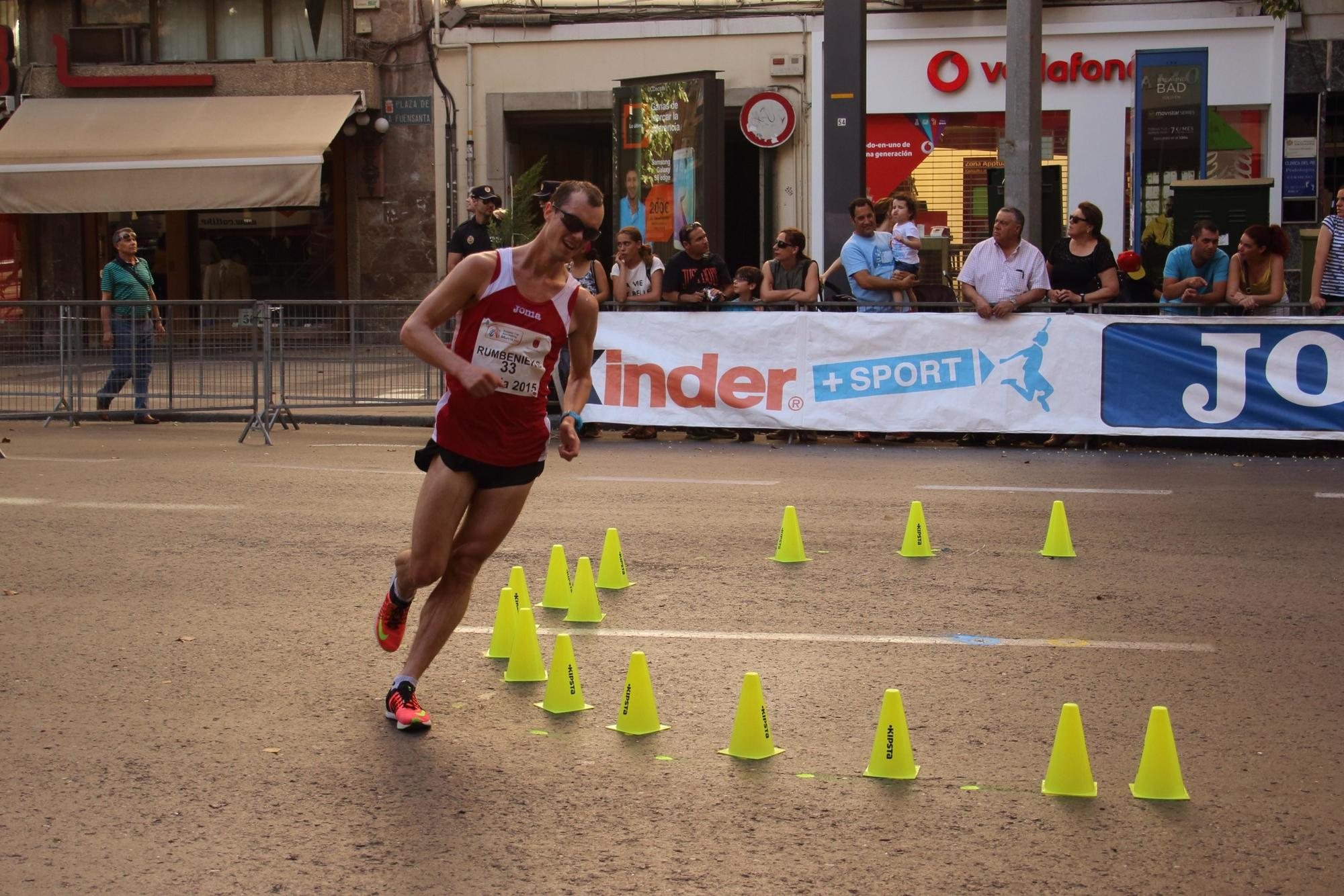
Arnis Rumbenieks – Rang 37
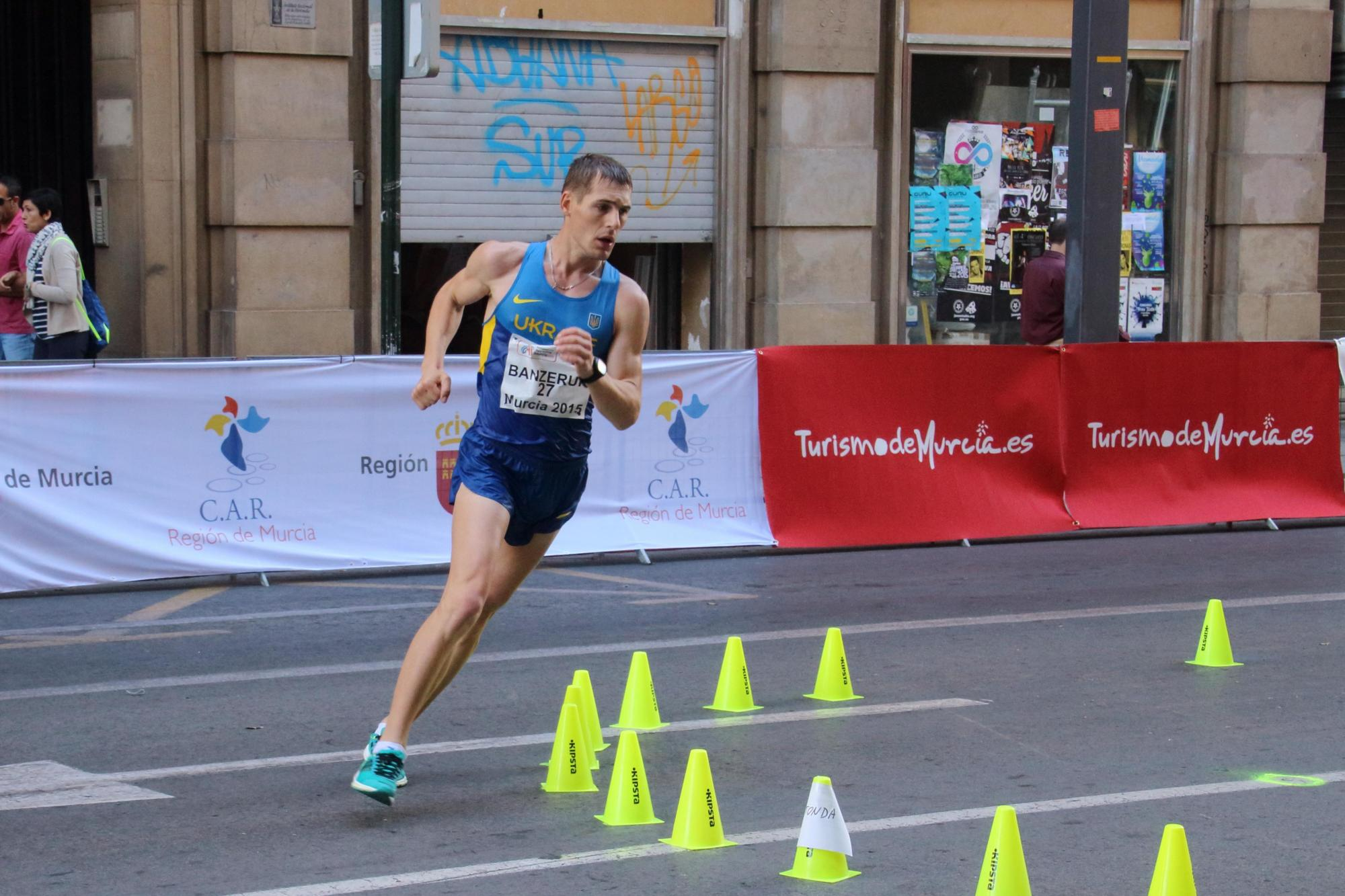
Platz 39 für Iwan Banseruk
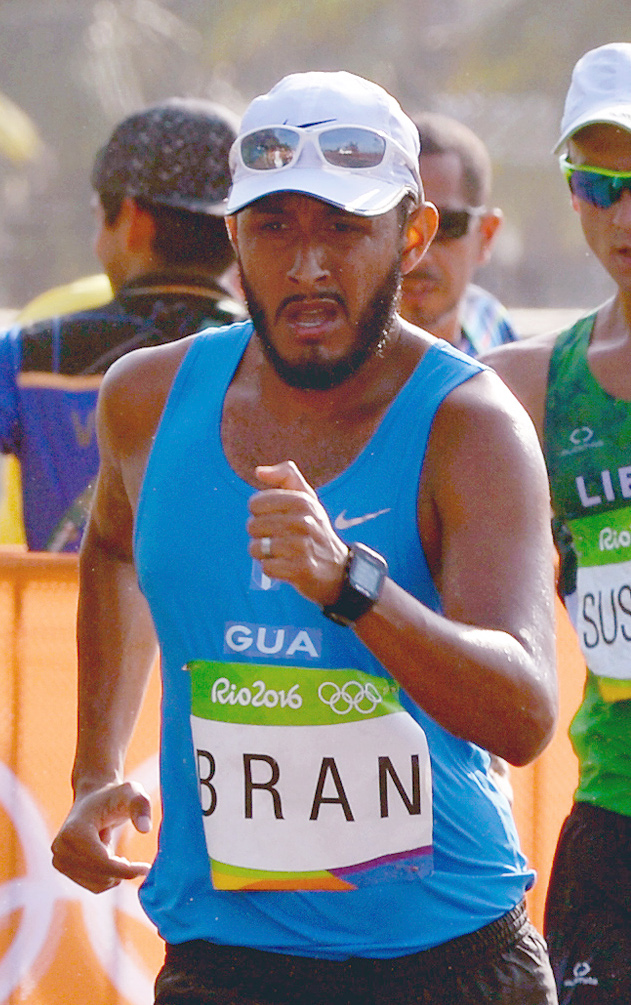
Mario Alfonso Bran – Rang 41
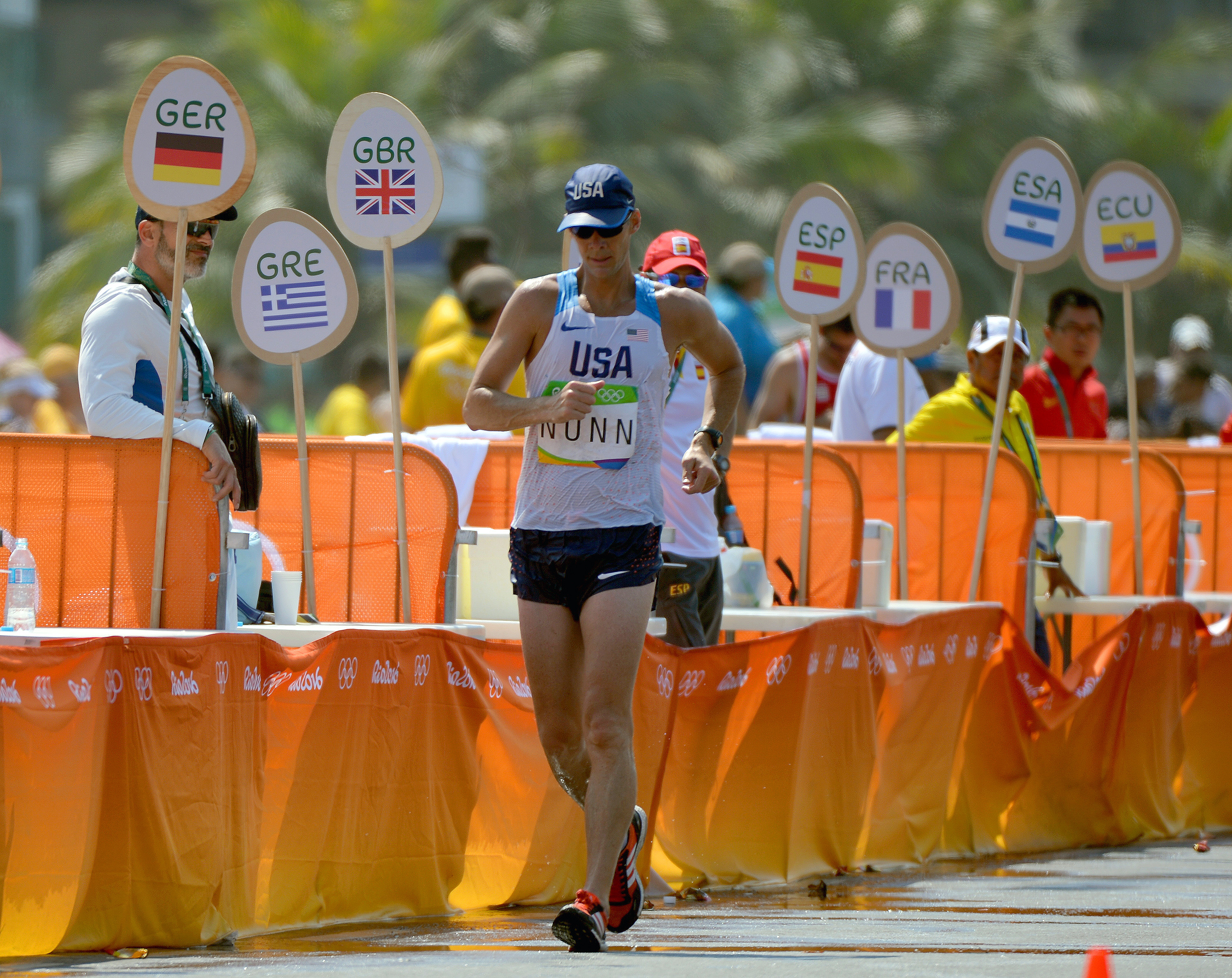
John Nunn – Rang 43
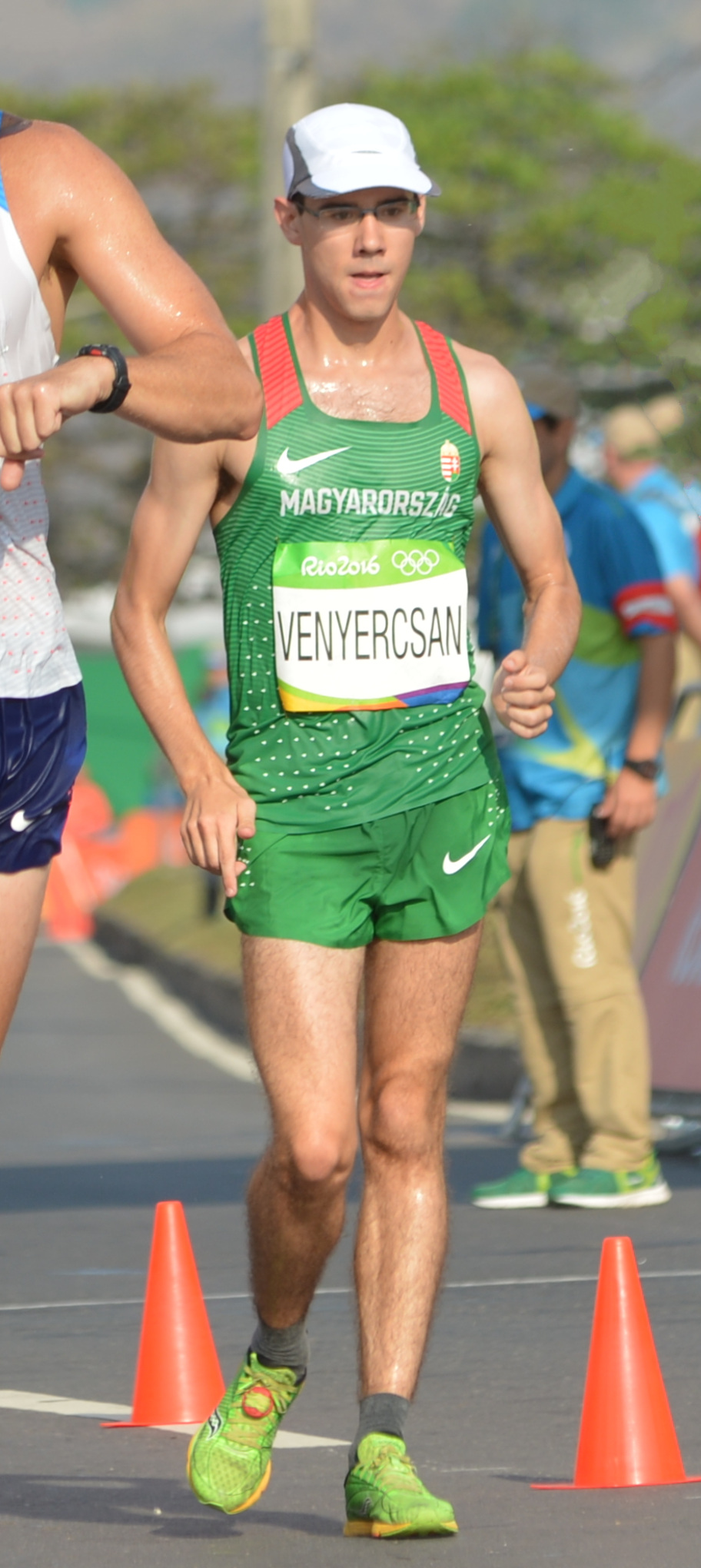
Bence Venyercsán – Platz 44
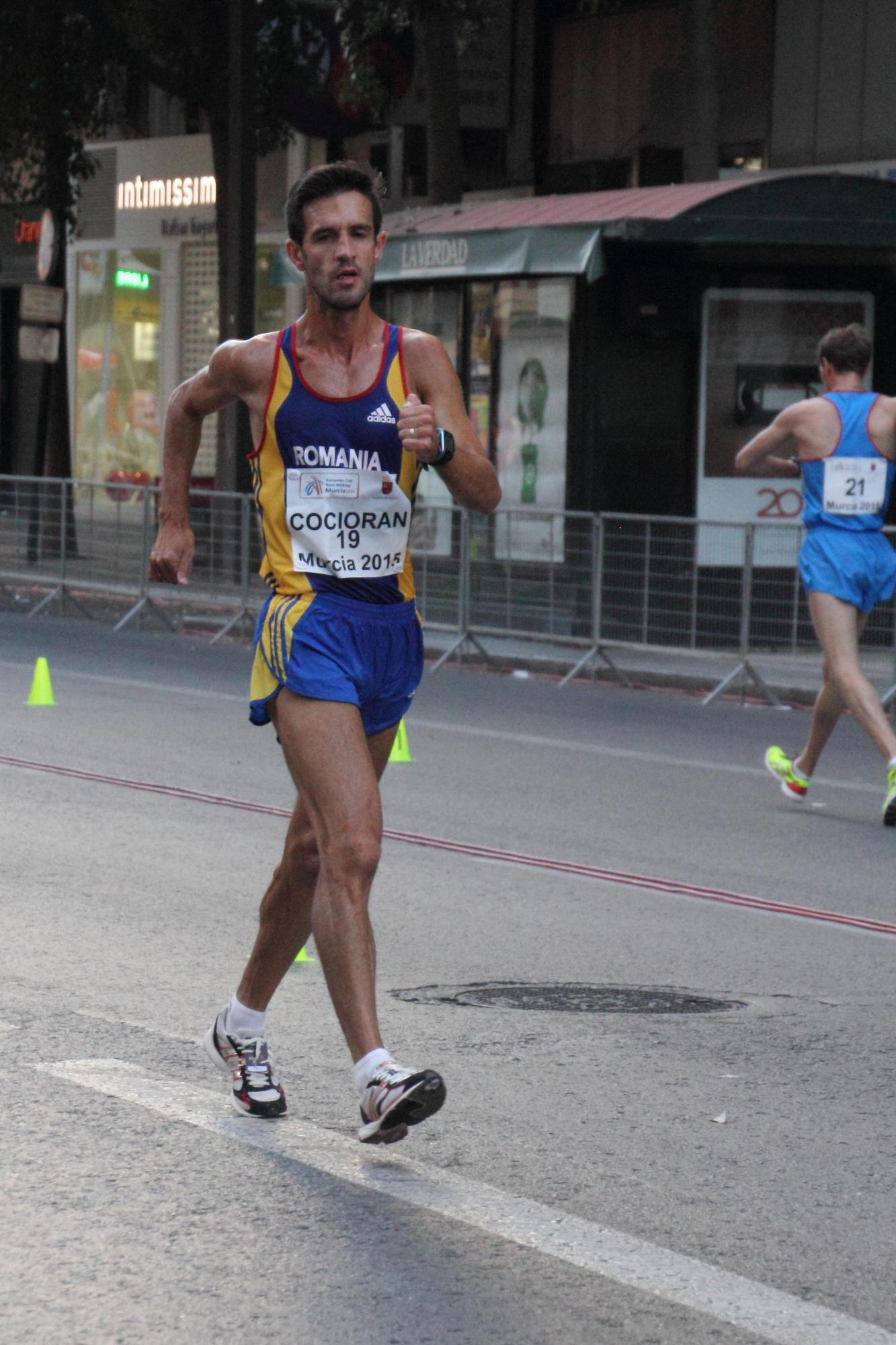
Marius Cocioran – Rennen nicht beendet
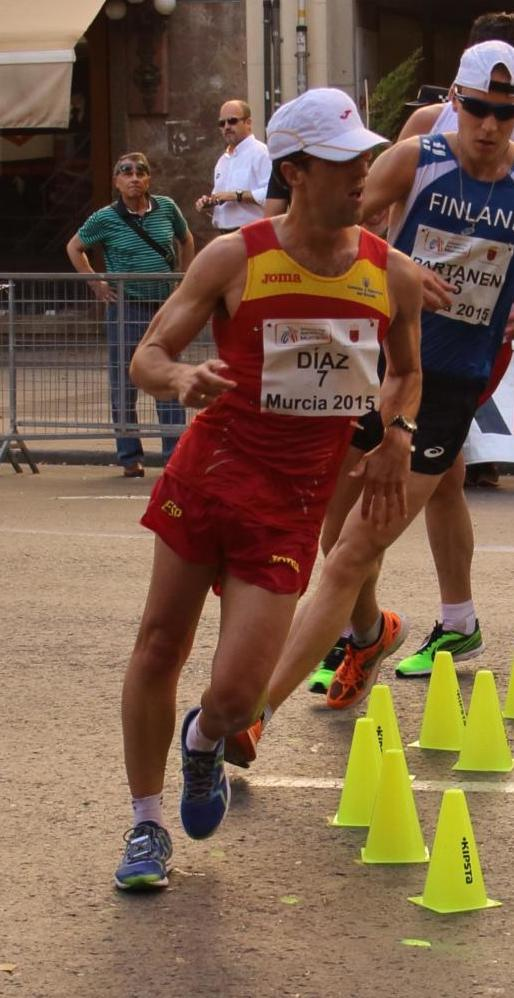
José Ignacio Díaz (rotes Trikot) – Rennen nicht beendet
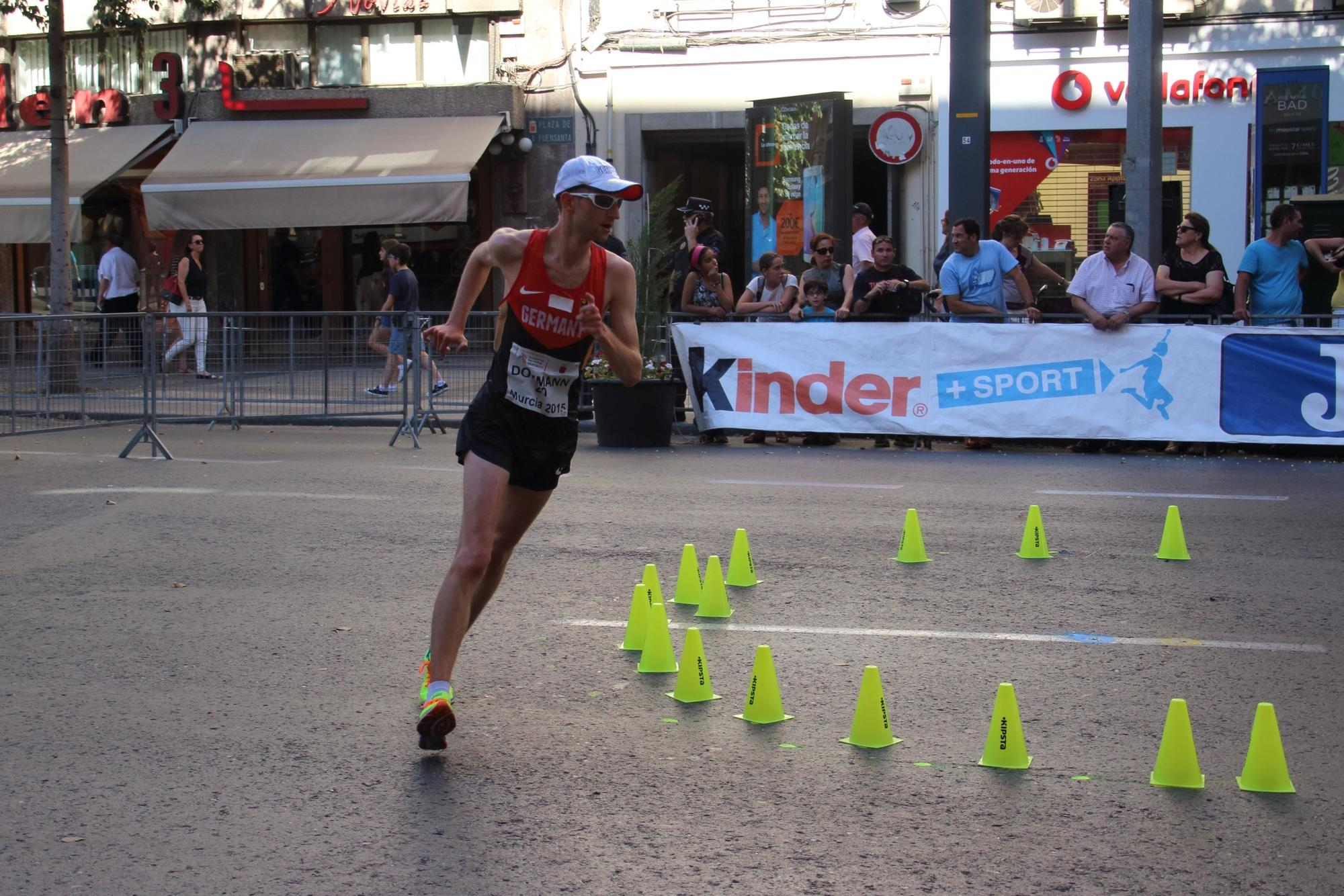
Carl Dohmann – Rennen nicht beendet
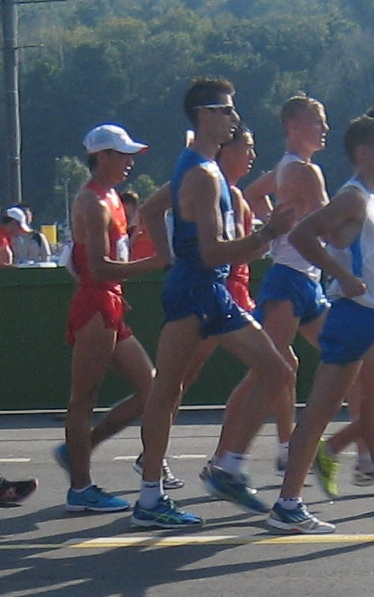
Matteo Giupponi (Mitte) – Rennen nicht beendet
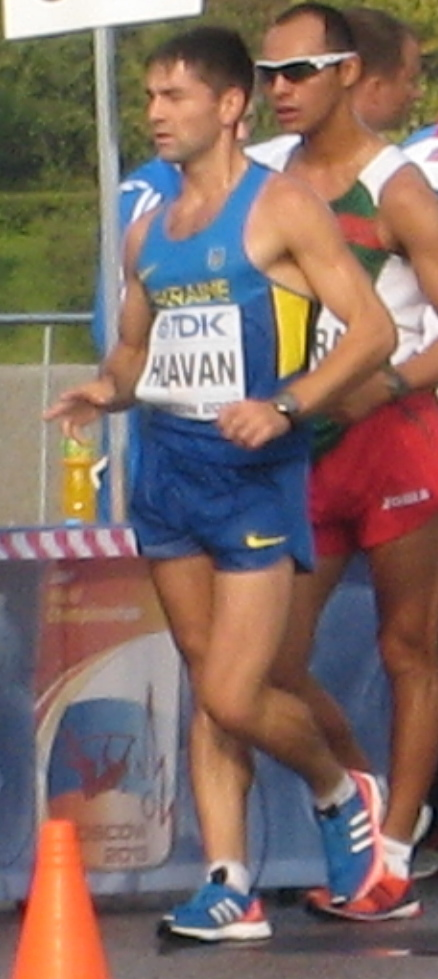
Ihor Hlawan – Rennen nicht beendet
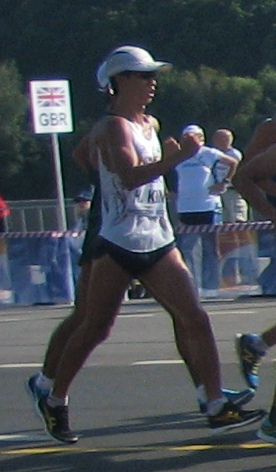
Kim Hyun-sub – Rennen nicht beendet
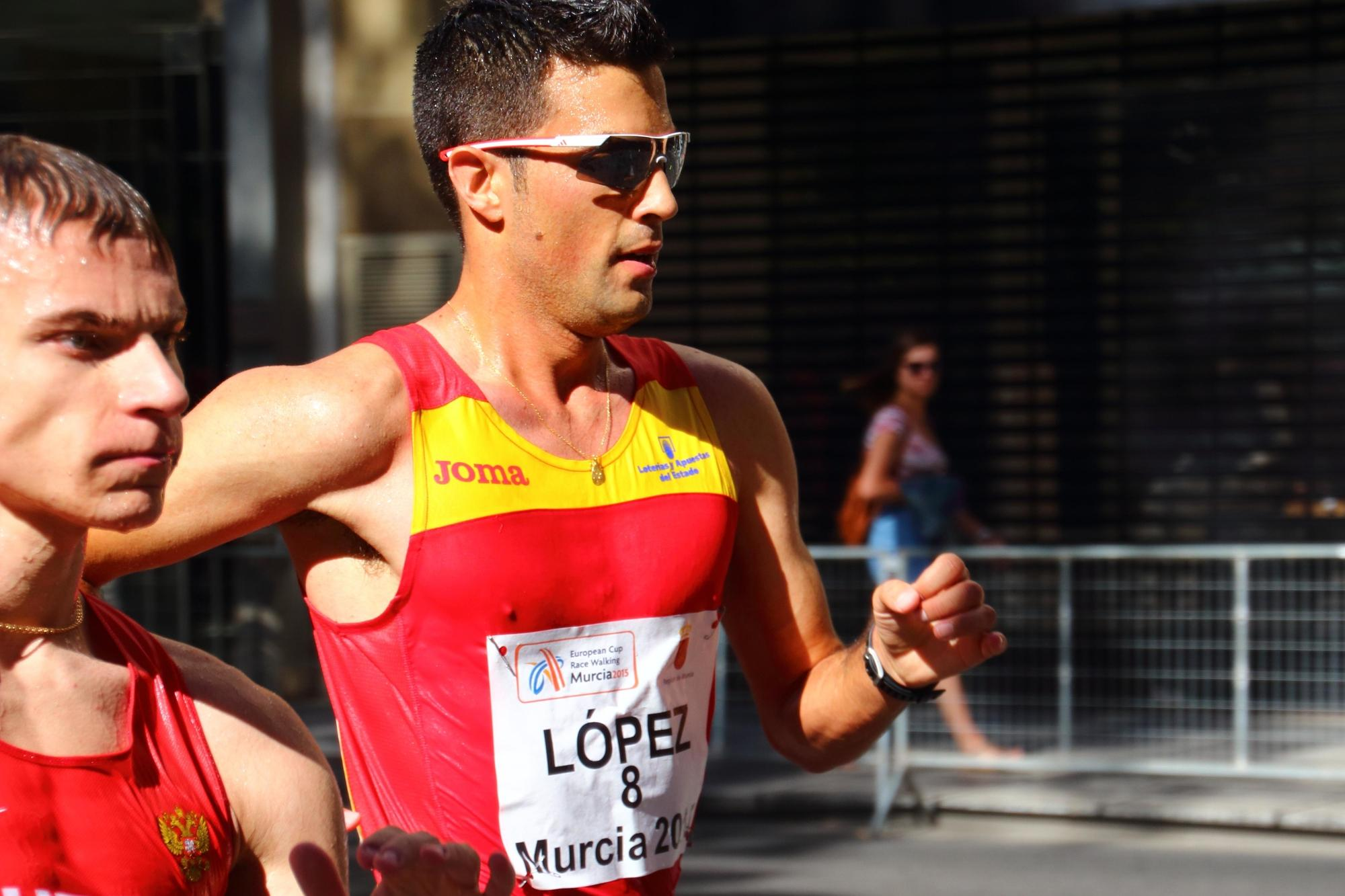
Miguel Ángel López – Rennen nicht beendet
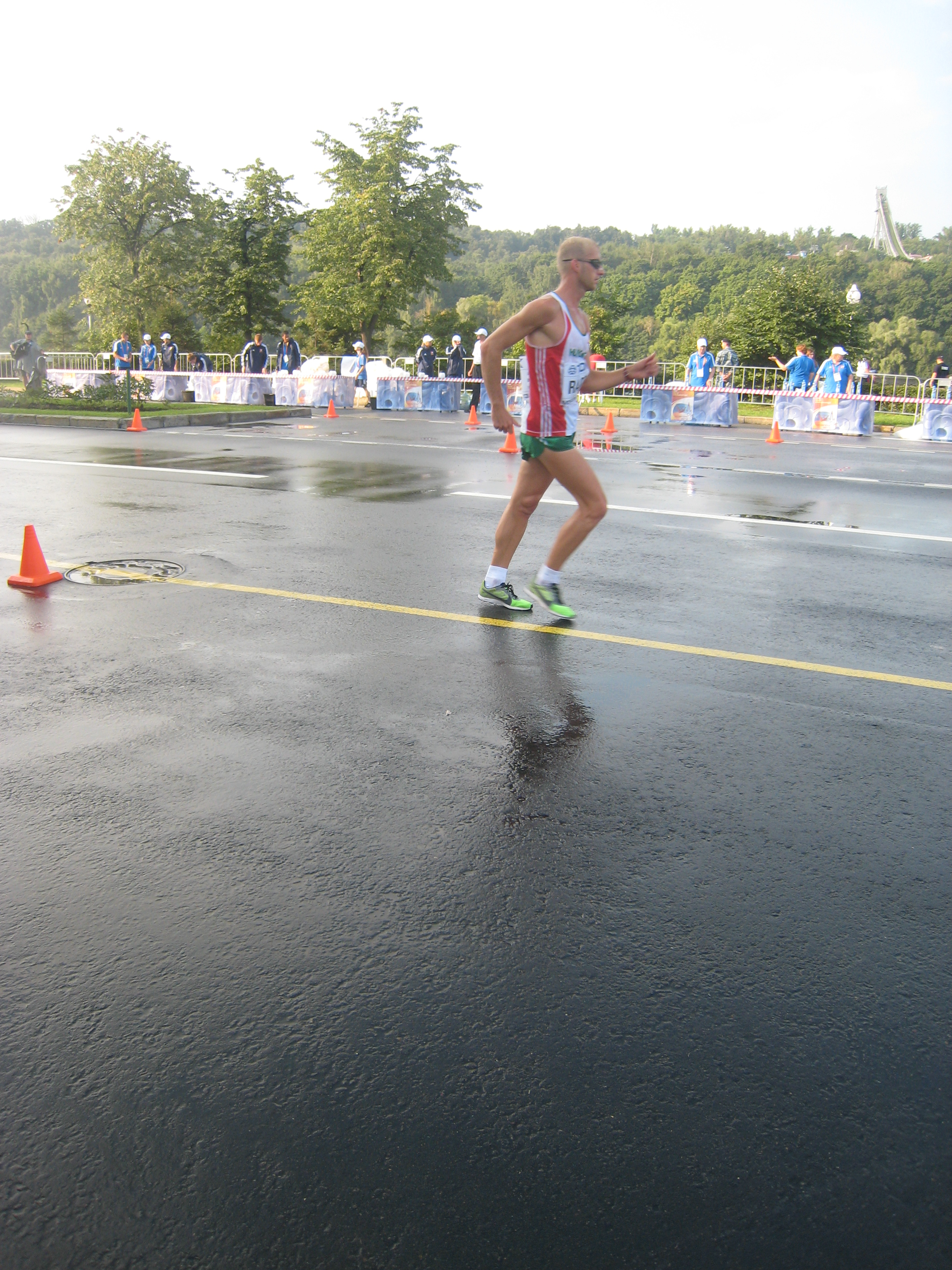
Sándor Rácz – Rennen nicht beendet
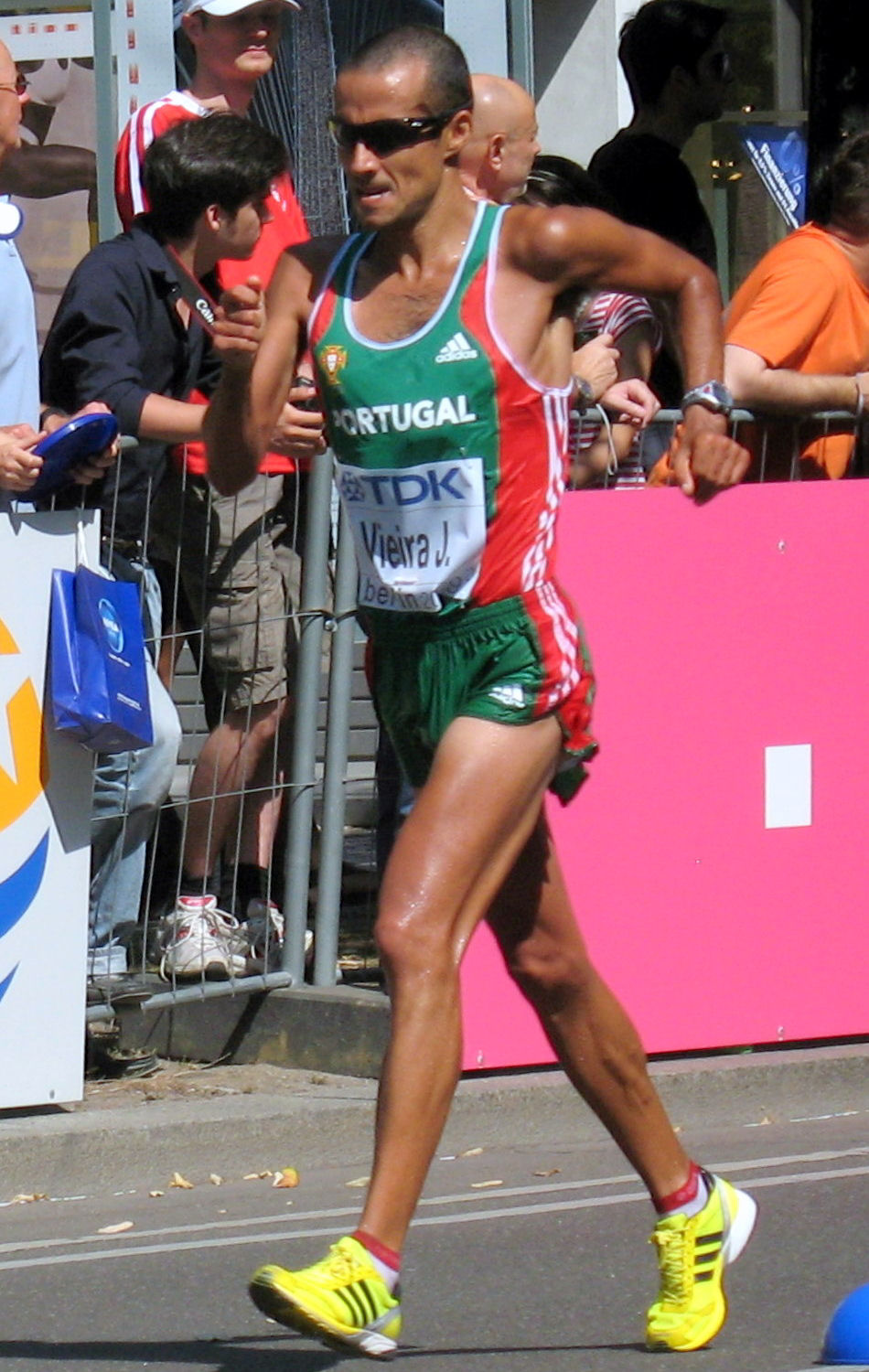
João Vieira – Rennen nicht beendet
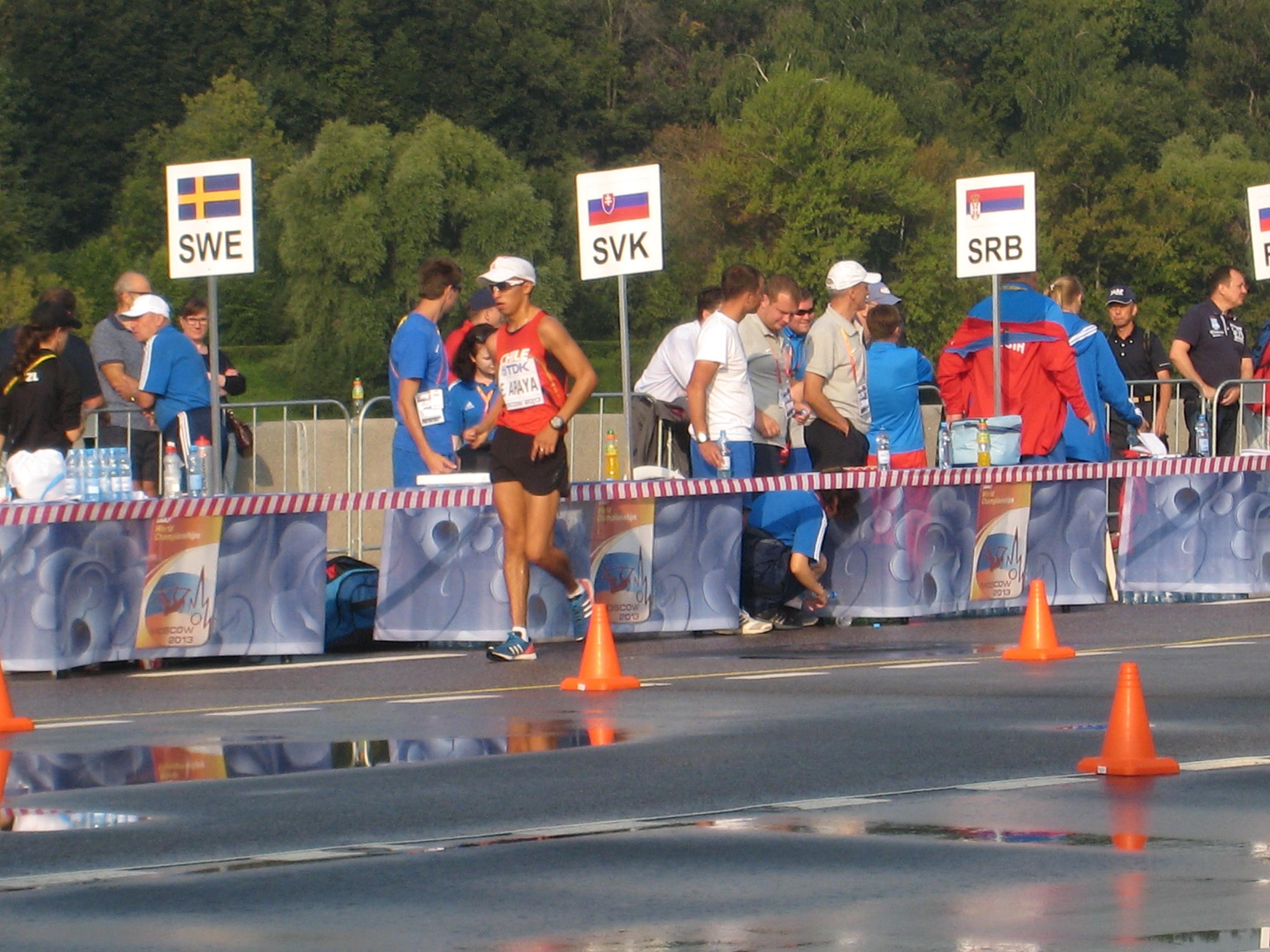
Edward Araya – disqualifiziert nach drei roten Karten
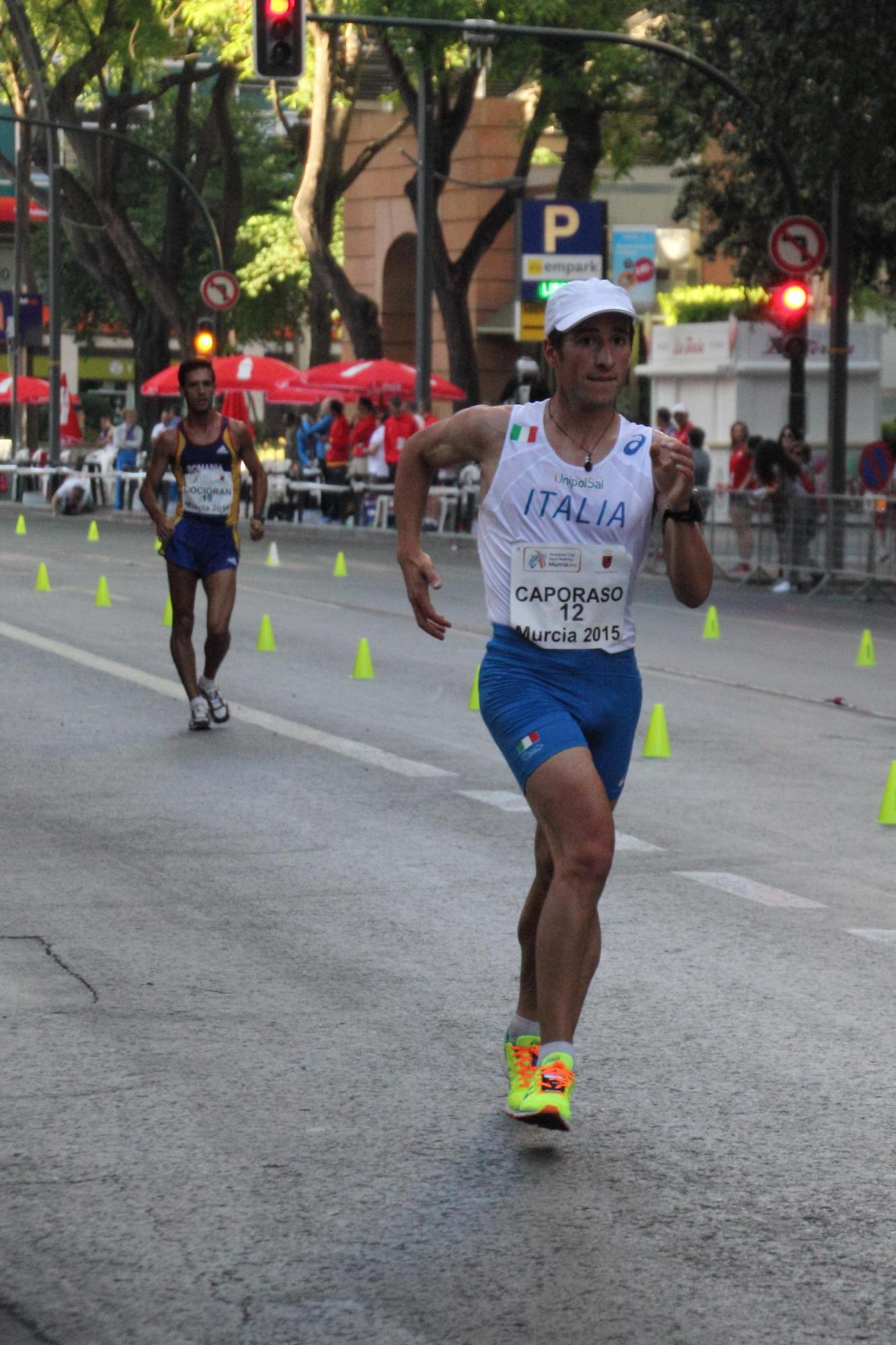
Teodorico Caporaso – disqualifiziert nach drei roten Karten
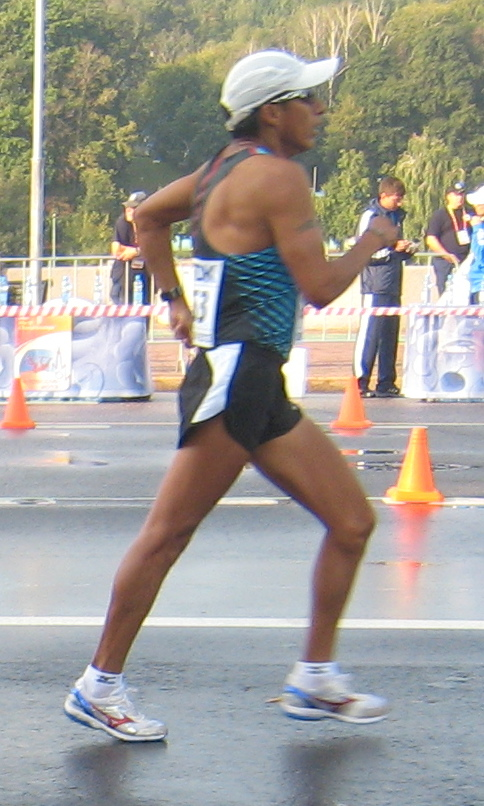
Andrés Chocho – disqualifiziert nach drei roten Karten
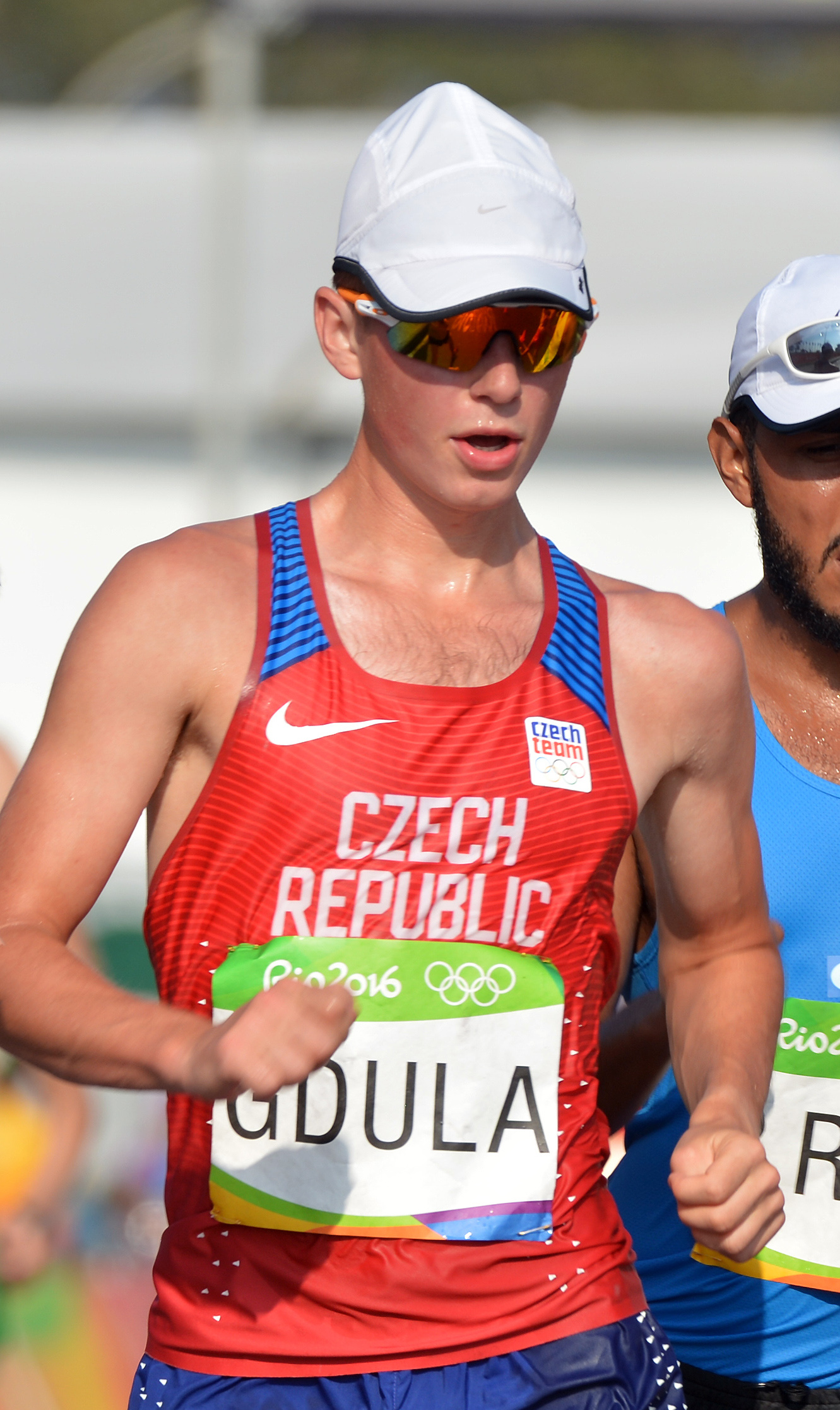
Lukáš Gdula – disqualifiziert nach drei roten Karten
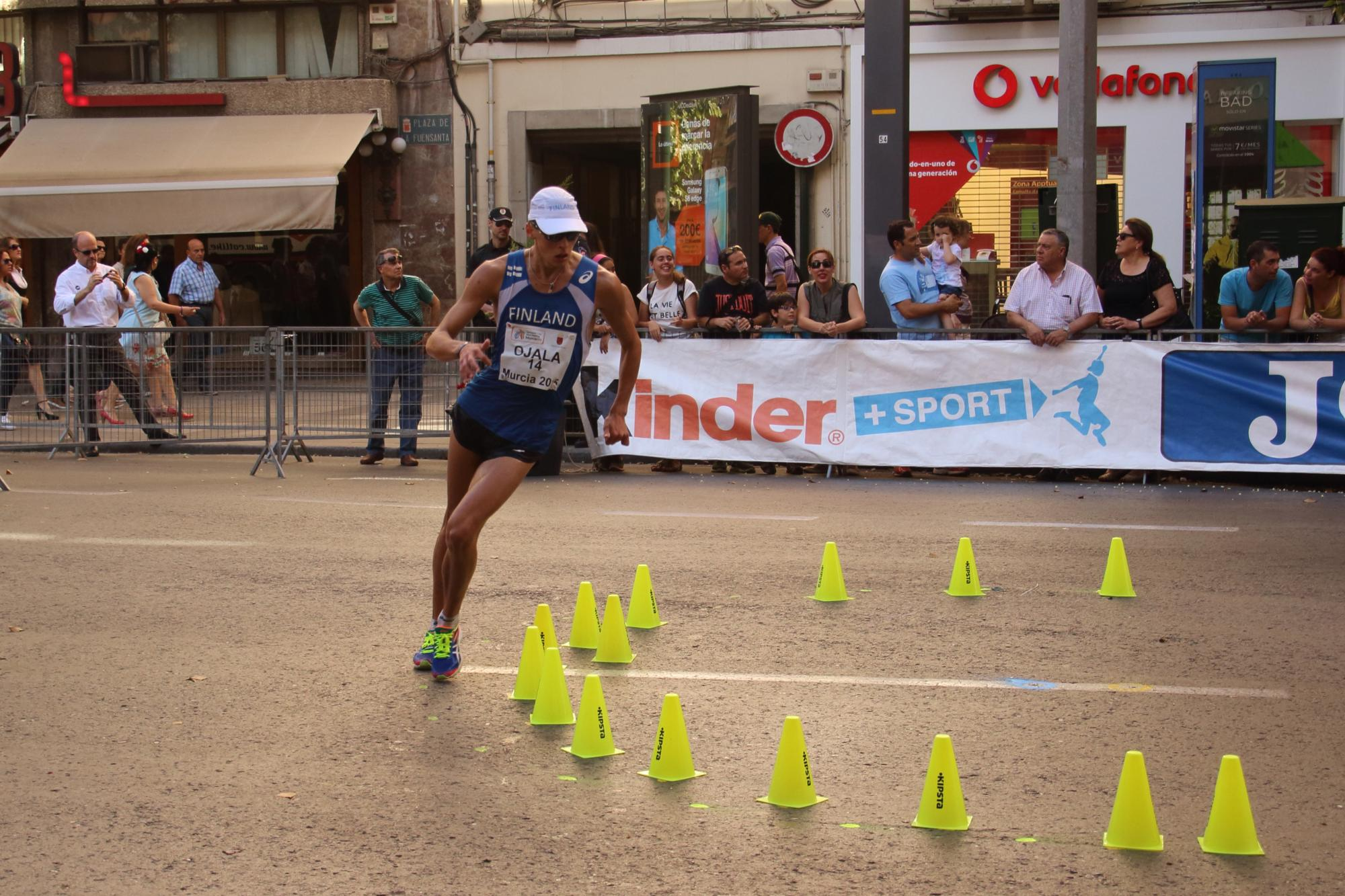
Aleksi Ojala – disqualifiziert nach drei roten Karten
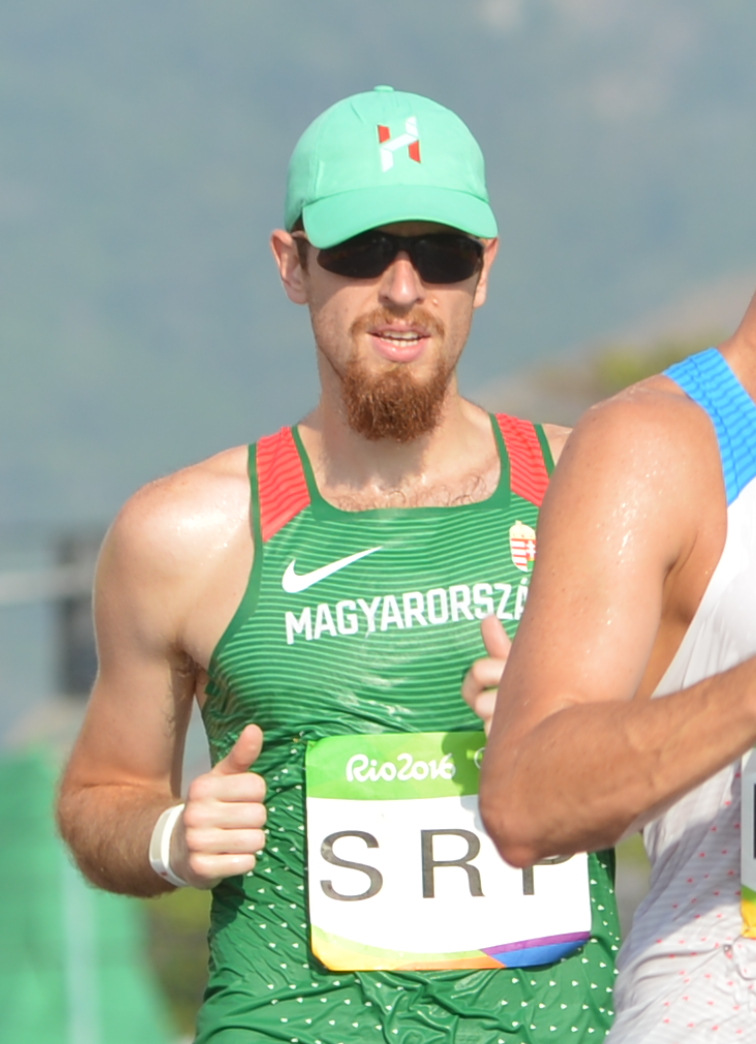
Miklós Srp – disqualifiziert nach drei roten Karten
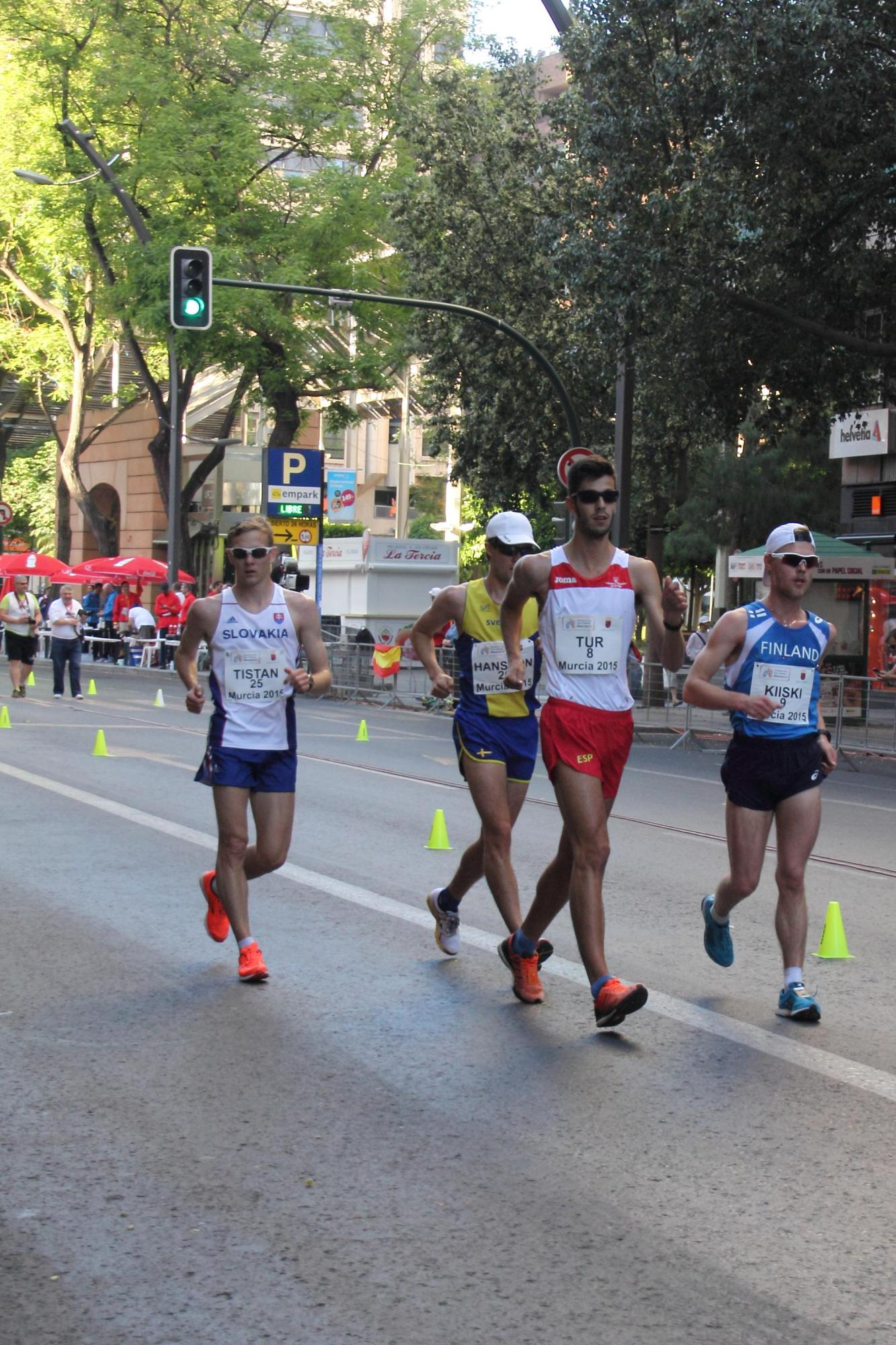
Martin Tišťan (ganz links) – disqualifiziert nach drei roten Karten

## Video
- Men's 50km race walk, Athletics, Rio 2016, SABC, youtube.com, abgerufen am 1. Mai 2022